# アジアの紛争一覧
これはアジアの戦争と紛争の一覧であり、特に東アジア、南アジア、東南アジア及びロシアの紛争について掲載している。南西アジアの紛争のリストは中東の現代の紛争一覧を参照。

## 西アジア

### エジプト
シナイ半島の反乱

### イラク

#### シュメールの初期王朝時代
- c. 2800 BCE – c. 2500 BCE ウルクのギルガメシュがエラムの支配者のフンババを殺害
- c. 2500 BCE キシュのエンメバラゲシ王がエラムを征服
- c. 2500 BCE キシュのエンメバラゲシの息子であるアッガ王がウルクを包囲
- c. 2500 BCE ウルクのエンメルカルの一年間に及ぶアラッタ市包囲
- c. 2500 BCE ウルクのドゥムジがエンメバラゲシを単独で捕まえる
- c. 2500 BCE ウルクのエンシャクシュアンナがシュメール全土の覇権を主張し、ハマジ、アッカド、キシュ及びニップルを征服した。エンシャクシュアンナの後継はルガルキニシェドゥドゥ王がなったが、覇権はラガシュのエアンナトゥムに一時的に渡ったとみられる
- c. 2500 BCE ラガシュのエアンナトゥムがウル、ニップル、アカシャク、ラルサ及びウルク(エンシャクシュアンナが支配)を含むシュメールの全てを征服した
- c. 2500 BCE ラガシュのエンアンナトゥム1世がエアンナトゥムを引き継ぎ、ウンマのウル・ルンマに対してラガシュを防衛した。
- c. 2500 BCE ラガシュのエンメテナが父親のエンアンナトゥム1世の後を継ぎ、シュメールでのラガシュを再建した。彼はウルクのルガルキニシェドゥドゥ王(エンシャクシュアンナの後継)の助力でウンマのイルを打ち破った
- c. 2500 BCE アダブ市のLugal-Anne-Munduが世界の「4分の1」を服従させた。— 例：地中海からザグロス山脈に至るの肥沃な三日月地帯全体
- c. 2295–2271 BCE ウンマの王ルガルザゲシがシュメールの都市国家のいくつかを征服した。その中にはキシュ(ウル・ザババを打倒)、ラガシュ(ウルイニムギナを打倒)、ウル、ニップル、ラルサ及びウルクが含まれている。

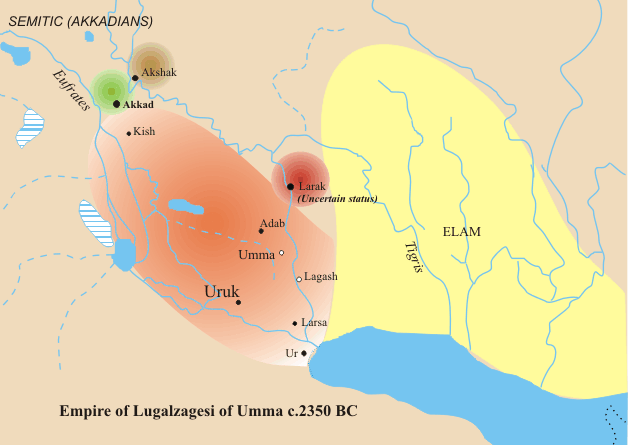
紀元前2350年頃のルガルザゲシの領土 (赤)

#### アッカド帝国
- c. 2270–2215 BCE アッカドのサルゴン王の征服

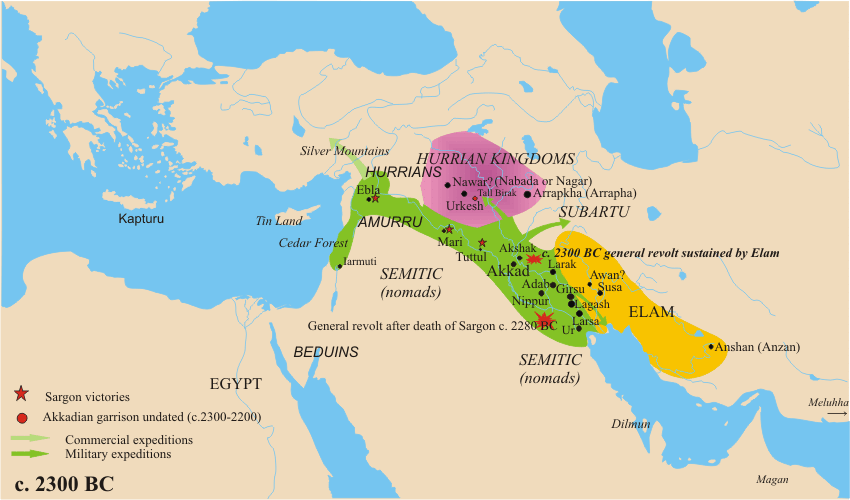
アッカド王サルゴンの征服

- - 2270 BCE ウルクの戦い
  - シリア・カナン戦役
  - アッカドのエブラの征服
  - Maganの反乱

アッカド帝国(茶色)と戦役が行われた方向(黄色の矢印)の地図

- c. 2214–2206 BCE アッカドのリムシュは大規模な反乱に直面したが、鎮圧に成功し、エラムとMarhasiに対する戦役で勝利した
- c. 2205–2191 BCE アッカドのマニシュトゥシュがエラムのシラサムの都市を征服した
- c. 2190–2115 BCE アッカドのナラム・シンがLullubiとマガンを征服
- c. 2115–2090 BCE アッカドのシャル・カリ・シャッリがグティウム、アムール及びエラムなどに対する戦役に成功した
- c. 2090–2087 BCE シャル・カリ・シャッリの治世後、イギギ、イミ、Nanum、イルルの間で短期間の危機または闘争があった可能性がある。
- c. 2087–2066 BCE アッカドのドゥドゥは相対的な無秩序状態を終わらせた
- c. 2066–2051 BCE アッカドはシュ・ドゥルルの治世中に征服された。

#### シュメールのグティ人の時代
- c. 2002 BCE グティ人がアッカド帝国を攻撃

#### ウルク第５王朝
- 1945–1906 BCE アッシリアのイルシュマが南メソポタミアへの数多くの襲撃をおこなった
- c. 1886–1879 BCE 他の都市の助けを借りてグティ人を打ち負かした後、ウルクのウトゥ・ヘガルがシュメールの王としての地位を確立した
  - c. 1886 BCE シュメールのグティ人最後の支配者であるティリガンが敗北

#### 新シュメール帝国

ウル第三王朝とその影響範囲を示した地図

- c. 1879–1861 BCE ウルのウル・ナンムがラガシュを征服
- c. 1861–1815 BCE ウルのシュルギがDerを破壊、アンシャンに対する戦役を開始し、Lullubiなどのハイランダーを犠牲にして膨張主義に邁進した
- c. 1830–1817 BCE アムル人の指導者のスムアブムは都市国家のカザルからの独立を勝ち取った。
- c. 1815–1809 BCE ウルのアマル・シンはUrbilum及び数都市(Shashrum、 Shurudhum、Bitum-Rabium、Jabru及びHuhnuri)に対する戦役を行った
- c. 1813–1791 BCE シャムシ・アダド1世はアッシュール、マリ、Ekallatum及びシェフナを征服し、北メソポタミア全体と中央メソポタミア、アナトリア半島及び北シリア地域を取り巻く帝国を設立した。
- c. 1800–1776 BCE ウルのイビ・シンの治世中にシュメール帝国はアムル人から繰り返し攻撃され、イビ・シンのリーダーシップへの信頼は失墜し、エラムは独立を宣言し、同様に襲撃を行った
  - c. 1776 BCE エラム人がウルを占領・略奪

#### イシン朝
- c. 1766 BCE イシンのイシュビ・エッラはエラムと様々な侵略者からシュメールとアッカドの過去の中核地の大半を再征服した

#### バビロン第1王朝
- c. 1752–1730 BCE シュメール王名表の最後の王であるイシンのダミク・イリシュがバビロンのシン・ムバリトに敗北
- c. 1728–1686 BCE バビロンのハンムラビは近隣の王国との一連の戦争に勝利したことでメソポタミアのバビロンの支配を拡大した
- c. 1720 BCE アッシリアの副摂政官であるPuzur-Sinは、アッシリアからバビロニア人のアモリ君主であるアシナリ伯爵の王アシナを追い出して、アシュール・ドグル族が王座を奪取し、1720年にアッシリアでバビロニアとアモリエの影響を終わらせた内戦を引き起こした

#### バビロニアのカッシート時代
- c. 1531 BCE バビロン陥落
- c. 1507 BCE カッシート人のバビロン攻撃

カッシート朝時代のバビロニア帝国の範囲

- c. 1232–1225 BCE アッシリアのトゥクルティ・ニヌルタ1世はバビロンのカッシート王カシュティリアシュ4世を打ち負かし、メソポタミアでのアッシリアの完全な覇権を確保するためにバビロンの街を占領した。
- c. 1157–1155 BCE バビロンを統治していたカッシート朝の最後の王エンリル・ナディン・アヘがエラムのクティル＝ナフンテ(シュトラク・ナフンテの後継)に敗北した

#### バビロン第４王朝 (イシン第2王朝)
- c. 1125–1104 BCE イシンのネブカドネザル1世のエラムとの戦争

#### メソ・アッシリア帝国
- 1114–1076 BCE アッシリアのティグラト・ピレセル1世がMushki、ヒッタイト及びアラム人に対しての戦役を開始した
- c. 1074 BCE ティグラト・ピレセル1世の息子でアッシリア第89代王のアッシュール・ベル・カラの治世の最初の一年で、北方のウラルトゥ王国に対しての戦役を開始した。

#### 新アッシリア帝国
- 911–605 BCE 新アッシリア帝国の戦役
  - 883–859 BCE アッシュールナツィルパル2世の戦役
  - 859–824 BCE シャルマネセル3世の戦役

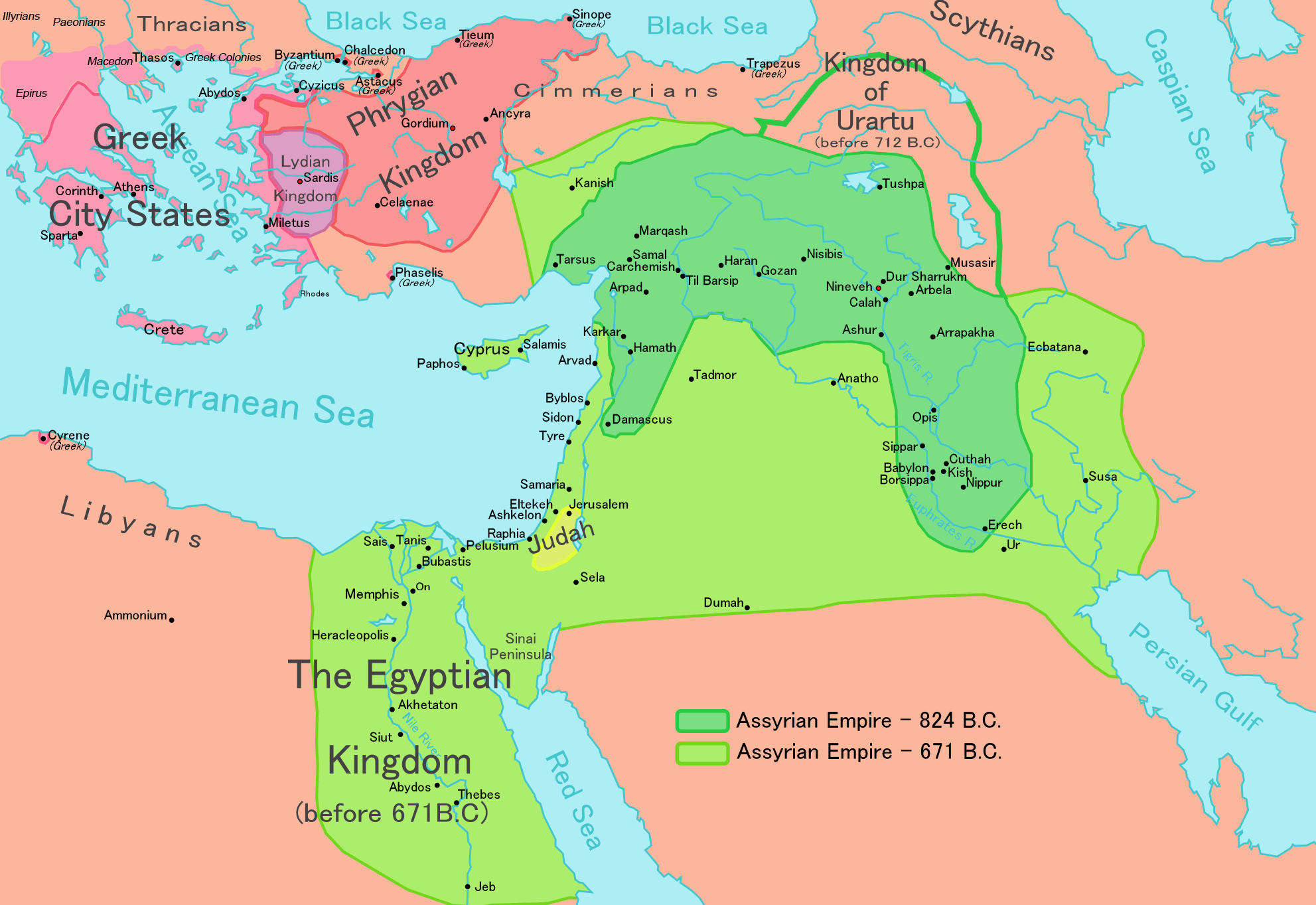
新アッシリア帝国

- - 745–727 BCE ティグラト・ピレセル3世の戦役
  - 722–705 BCE サルゴン2世の戦役
    - 710 BCE バビロニア戦役

  - 705–681 BCE センナケリブの戦役
    - 703–689 BCE バビロンとの戦争
      - 693 BCE ディヤラ川の戦い
      - 693 BCE バビロン包囲戦

  - 681–669 BCE エサルハドンの戦役
  - 668–627 BCE アッシュールバニパルの戦役
  - 627–624 BCE アッシュール・エティル・イラニの戦役
    - 626 BCE バビロンの反乱

  - 616 BCE Arraphaの戦い
  - 627–624 BCE シン・シャル・イシュクンの戦役
    - 626–619 BCE バビロンに対する最後の攻撃
    - 616–605 BCE アッシリアの中核地域での戦争
      - 614 BCE アッシュール陥落
      - 612 BCE バビロニアによるアッシリア征服中にアッシュールは占領・略奪され、大規模に破壊された
      - 612 BCE ニネヴェの戦い (紀元前612年)

  - 627–624 BCE シン・シャル・イシュクンの戦役
  - 612–609 BCE アッシュール・ウバリト2世の戦役
    - 610 BCE ナボポラッサルとキュアクサレス2世がハッラーンを包囲・征服
    - 609 BCE ハッラーンはアッシュール・ウバリト2世とエジプトの同盟国によって一時的に奪還されたがメディア王国と新バビロニア帝国の攻撃で陥落した
    - エジプト・バビロニア戦争
      - 605 BCE カルケミシュの戦い

#### 新バビロニア帝国

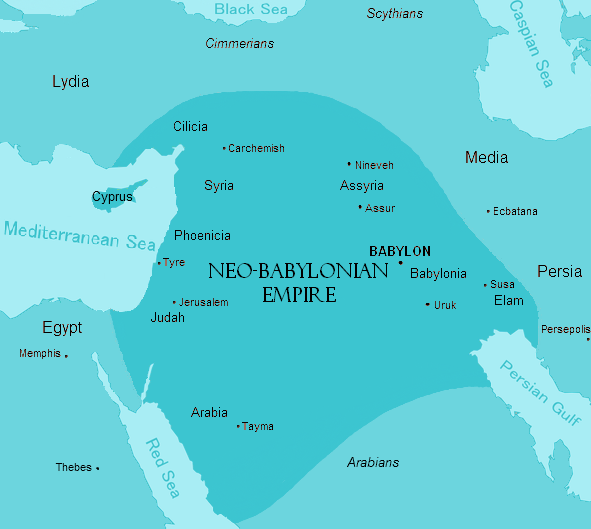
新バビロニア帝国

- - 627–624 BCE アッシュール・エティル・イラニの戦役
    - 626 BCE バビロンの反乱
    - 616 BCE Arraphaの戦い

  - 627–624 BCE シン・シャル・イシュクンの戦役
    - 626–619 BCE バビロンに対する最後の攻撃
    - 616–605 BCE アッシリアの中核地域での戦争
      - 614 BCE アッシュール陥落
      - 612 BCE バビロニアによるアッシリア征服中にアッシュールは占領・略奪され、大規模に破壊された
      - 612 BCE ニネヴェの戦い (紀元前612年)

  - 627–624 BCE シン・シャル・イシュクンの戦役
  - 612–609 BCE アッシュール・ウバリト2世の戦役
    - 610 BCE ナボポラッサルとキュアクサレス2世がハッラーンを包囲・征服
    - 609 BCE ハッラーンはアッシュール・ウバリト2世とエジプトの同盟国によって一時的に奪還されたがメディア王国と新バビロニア帝国の攻撃で陥落した
    - エジプト・バビロニア戦争
      - 605 BCE カルケミシュの戦い

#### アケメネス朝のAthura地方
- 559–530 BCE キュロス2世の戦役
  - 539年9月25日 BCE – 539年9月28日 BCE オピスの戦い
  - 539年10月29日 BCE バビロン征服

#### マケドニア帝国
- 335–323 BCE アレクサンドロス大王の戦争

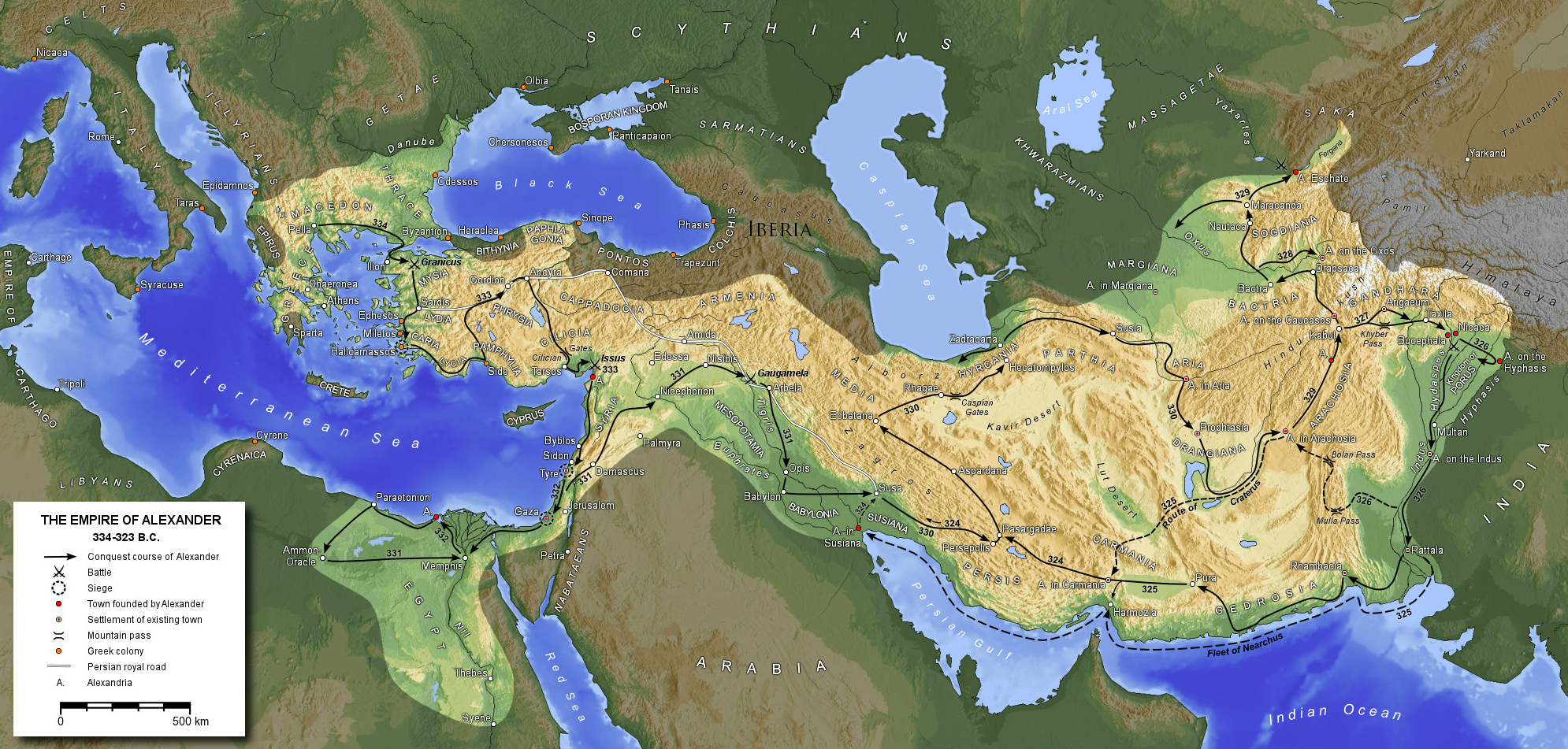
アレクサンドロス大王の戦争

- - 331年10月1日 BCE ガウガメラの戦い

#### セレウコス朝

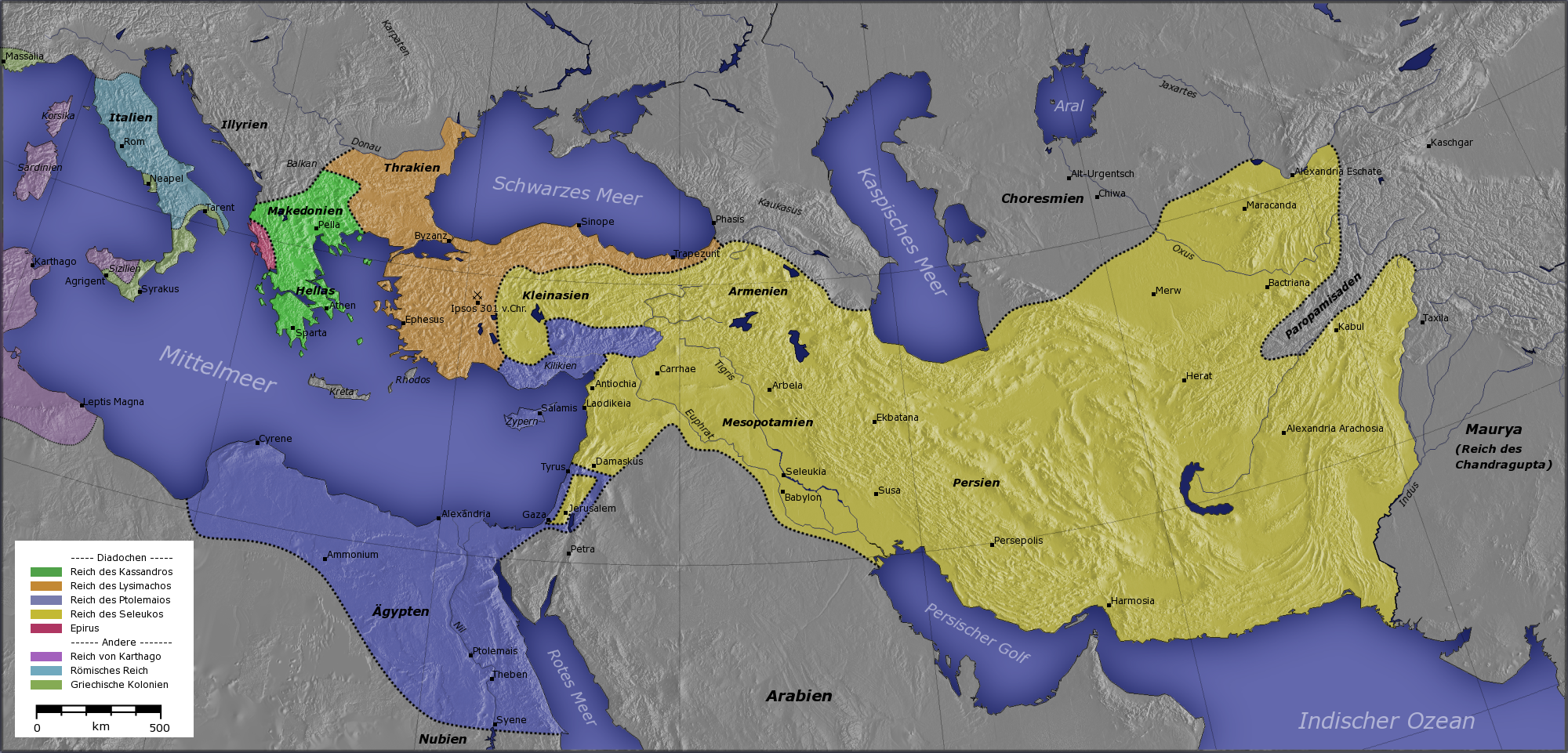
イプソスの戦い後のディアドコイの王国(紀元前301年頃)
プトレマイオス1世の王国
カッサンドロスの王国
リュシマコスの王国
セレウコス1世の王国
イピロス
他
カルタゴ
共和政ローマ
ギリシャ植民地

- 322–275 BCE ディアドコイ戦争
  - 311–309 BCE バビロニア戦争

#### パルティア帝国
- 238–129 BCE セレウコス・パルティア戦争
  - 238 BCE パルニ族のパルティア征服
  - 129 BCE エクバタナの戦い

#### ローマのメソポタミア地方

王政ローマ、共和政ローマ、ローマ帝国、西ローマ帝国及び東ローマ帝国の拡大

- 92 BCE – 629 CE ローマ・ペルシア戦争
  -     - 198 CE クテシフォンの戦い
    - 243 CE レサエナの戦い

  - 66 BCE – 217 CE ローマ・パルティア戦争
    - 40–33 BCE アントニウスのパルティア戦争
    - 161–166 BCE ローマ・パルティア戦争
    - 216–217 BCE カラカラのパルティア戦争
      - 217 CE ニシビスの戦い

#### サーサーン朝のAsorestan地方
- 217–502 BCE ローマ・サーサーン戦争
  - 244年冬 Misicheの戦い
  - 253 バルバリッソスの戦い
  - 260 エデッサの戦い
  - 264 クテシフォンの戦い
  - 344 サタラ (Satala) の戦い
  - 359 シンガラ(Singara)包囲戦
  - 359 アミダ包囲戦
  - 363年4月27日 -29日 Pirisabora包囲戦
  - 363年5月29日 クテシフォン包囲戦
  - 363年6月 サーマッラーの戦い

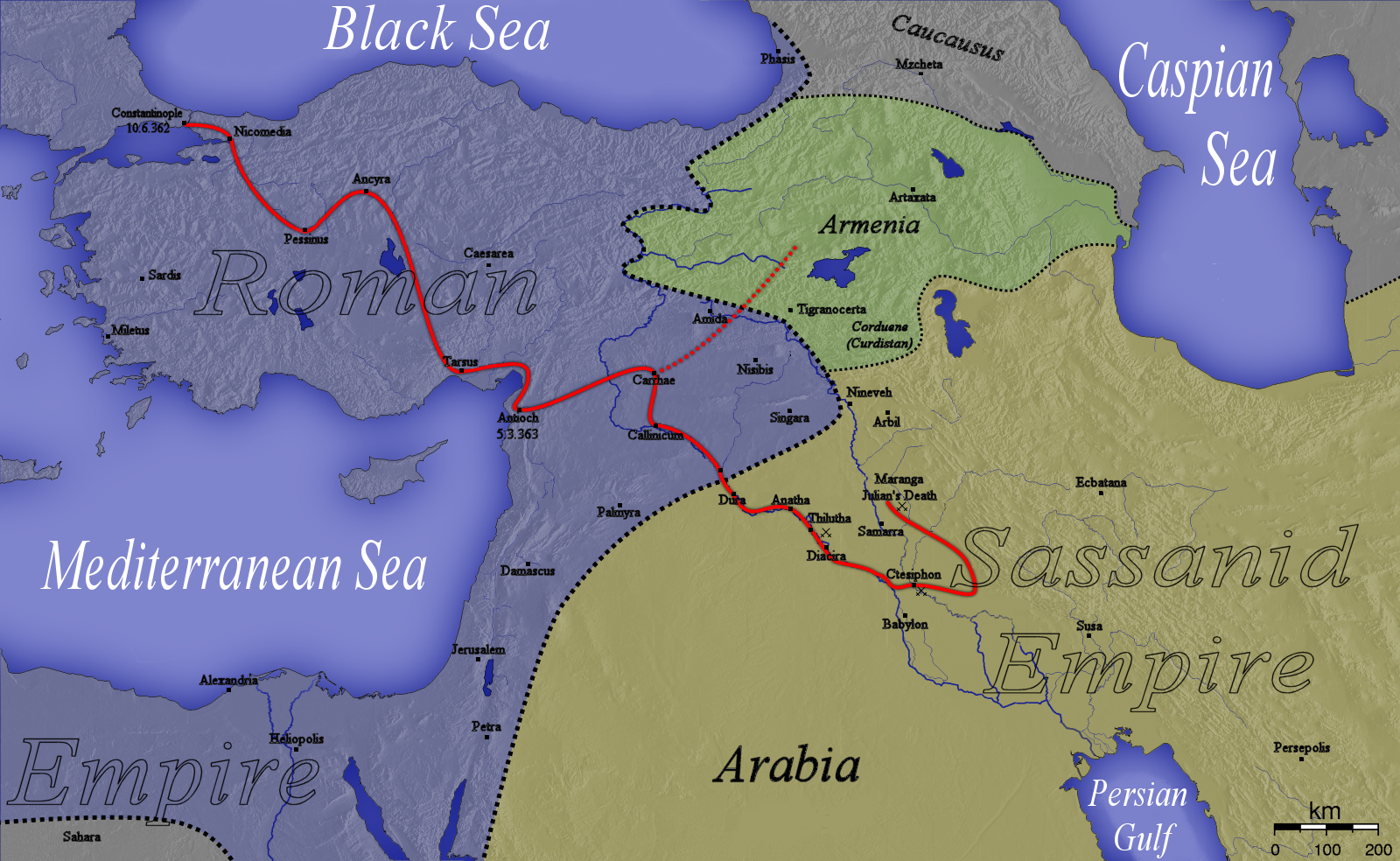
363年にユリアヌスの戦役が失敗し299年の平和条約の下でローマが得ていた領土を失った

- c. 240–272 サーサーン朝の王シャープール1世がアッシュールを破壊
- 502–628 東ローマ・サーサーン戦争
  - 421–422 東ローマ・サーサーン戦争 (421年-422年)
  - 440 東ローマ・サーサーン戦争 (440年)
  - 502–506 アナスタシア戦争
  - 526–532 イベリア戦争
  - 541–562 ラジカ戦争
  - 572–591 東ローマ・サーサーン戦争 (572年-591年)
  - 602–628 東ローマ・サーサーン戦争 (602年-628年)
- 633–644 イスラーム教徒のペルシア征服

- - 633年4月 Riverの戦い
  - 633年5月 ワラジャの戦い
  - 633年5月 ウライスの戦い
  - 633年5月 ヒーラの戦い
  - 633 アイン・アッ・タムルの戦い
  - 633年11月 ムザイヤの戦い
  - 633年11月 サニーの戦い
  - 633年11月 ズマイルの戦い
  - 634年1月 フィラーズの戦い
  - 634年11月 ブリッジの戦い

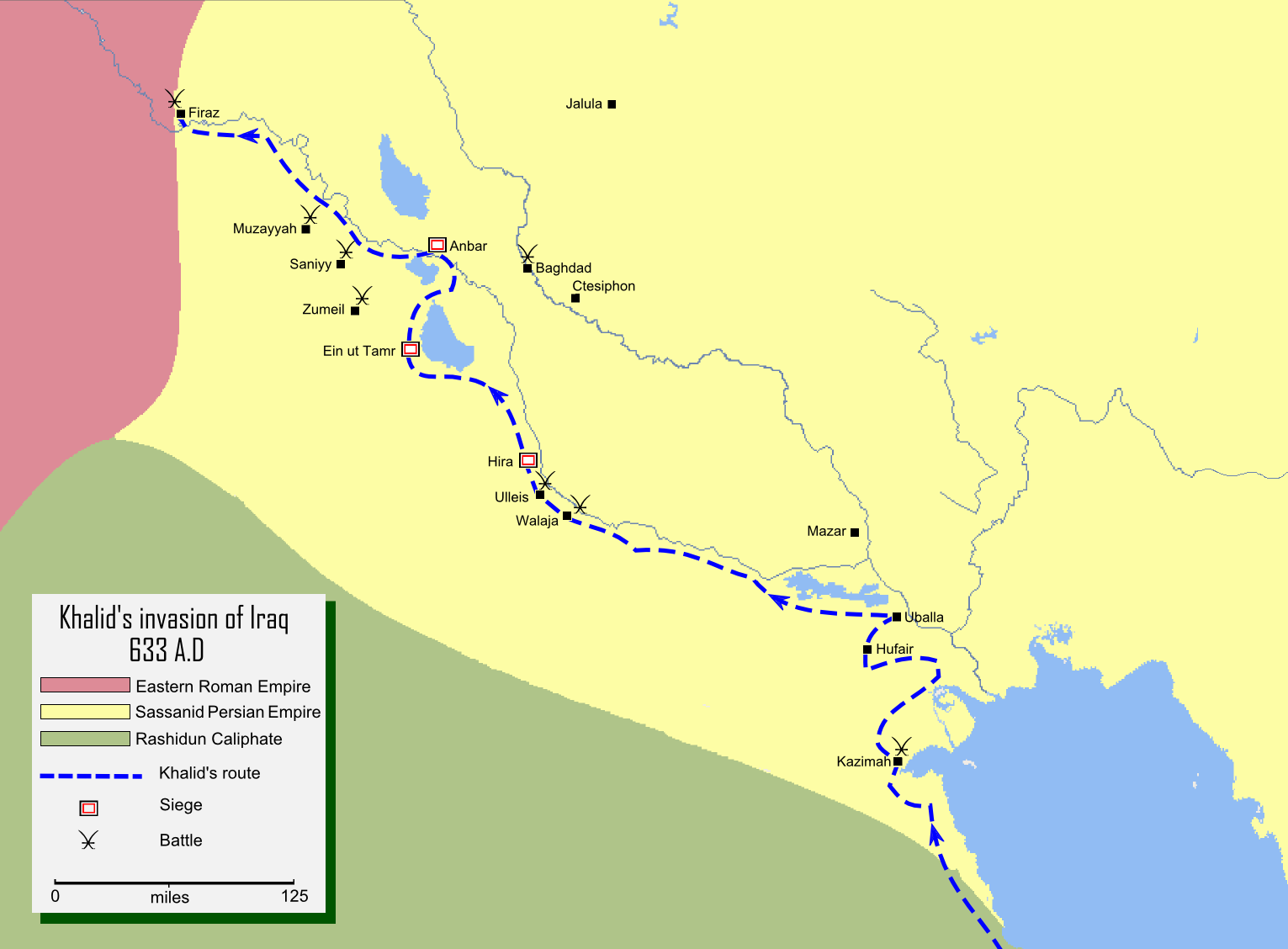
633年のハーリド・イブン・アル＝ワリードのイラク征服における詳細なルート図

  - 636年11月16日 - 19日 カーディシーヤの戦い
  - 637年1月 - 3月 クテシフォン包囲戦
  - 637年4月 ジュライラーの戦い

#### 正統カリフ

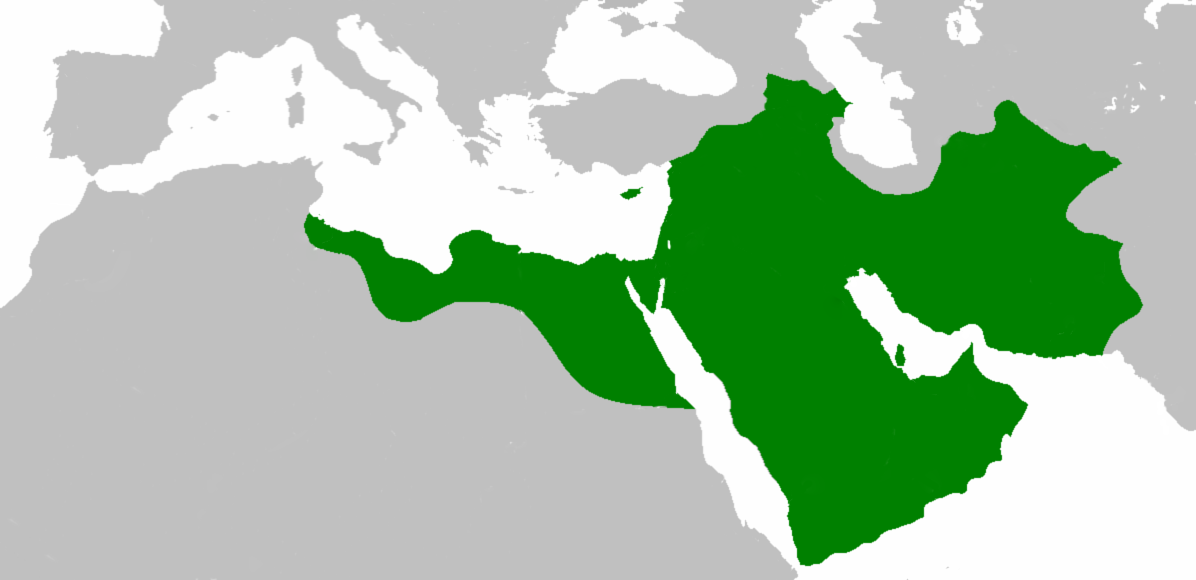
正統カリフはカリフのウスマーンの下で654年に領土が最大になった

- 633–644 BCE イスラーム教徒のペルシア征服

- - 633年4月 Riverの戦い
  - 633年5月 ワラジャの戦い
  - 633年5月 ウライスの戦い
  - 633年5月 ヒーラの戦い
  - 633 アイン・アッ・タムルの戦い
  - 633年11月 ムザイヤの戦い
  - 633年11月 サニーの戦い
  - 633年11月 ズマイルの戦い
  - 634年1月 フィラーズの戦い
  - 634年11月 ブリッジの戦い

正統カリフの拡大

  - 636年11月16日 - 19日 カーディシーヤの戦い
  - 637年1月 - 3月 クテシフォン包囲戦
  - 637年4月 ジャラウラーの戦い
- 656–661 第一次イスラーム内戦
  - 656 ラクダの戦い
  - 659 ナフラワーンの戦い

#### ウマイヤ朝
- 680–692 BCE 第二次イスラーム内戦

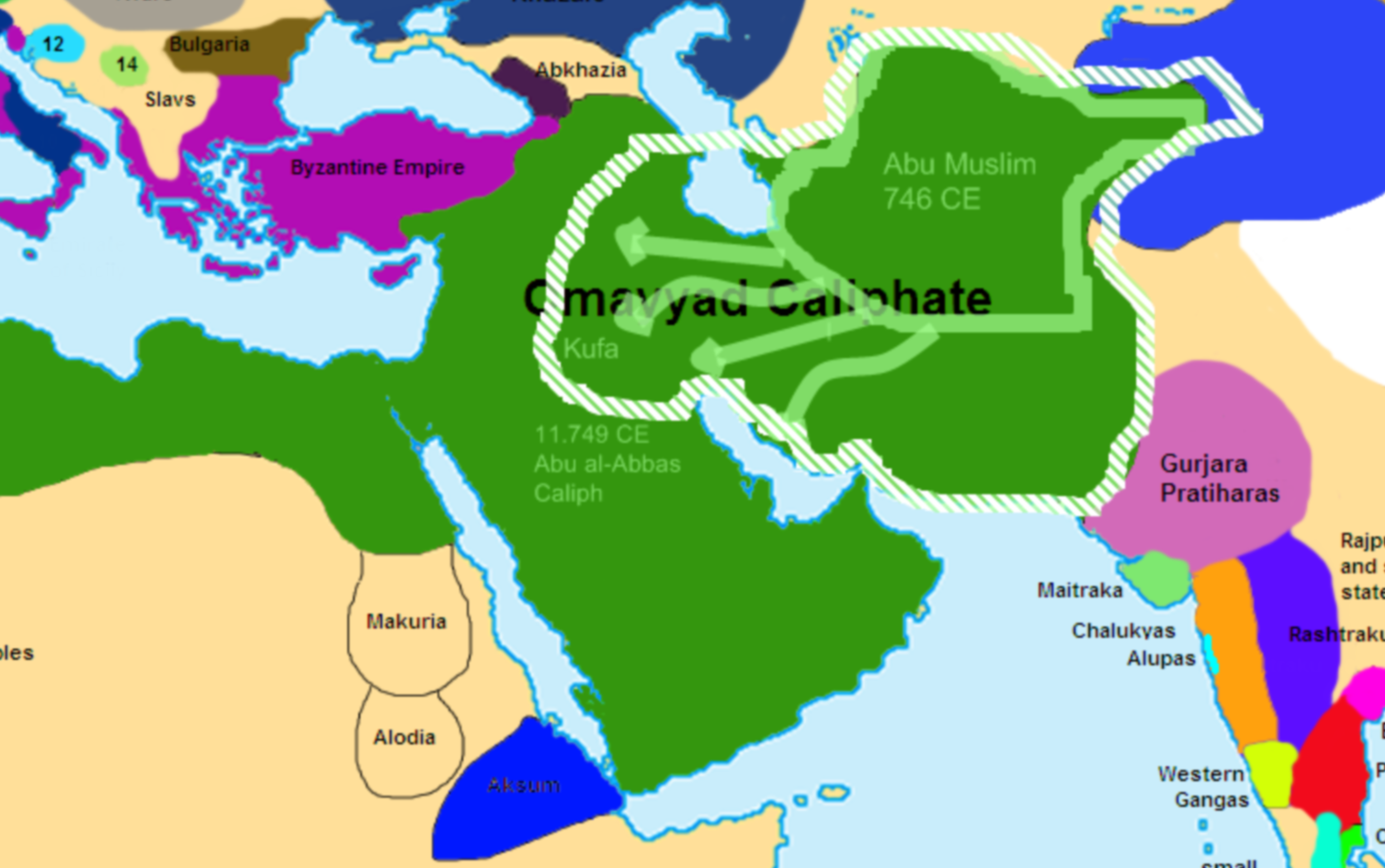
ザブの戦いが起きる前のアッバース朝の反乱の開始時点でのカリフ統治領

  - 680年10月10日 カルバラーの戦い
  - 692 マスキンの戦い
- 743–750 第三次イスラーム内戦

- - 750年1月25日 ザブ(川)の戦い

#### アッバース朝
- 762年9月 – 763年2月 アリードの反乱
- 809–827 第四次イスラーム内戦
  - 812–813 バグダード包囲戦
- 861–870 サーマッラーの無秩序
- 946 バグダードの戦い
- 1157 バグダード包囲戦

#### モンゴル帝国
- 1258 バグダードの戦い

モンゴル帝国の拡大

- 1370–1405 ティムールがアッシリア人をアッシュールで虐殺

#### オスマンイラク
- 1532–1555 オスマン・サファヴィー戦争
  - 1534 バグダード奪取
- 1623–1639 オスマン・サファヴィー戦争
  - 1623 バグダード奪取
  - 1638 バグダード奪取

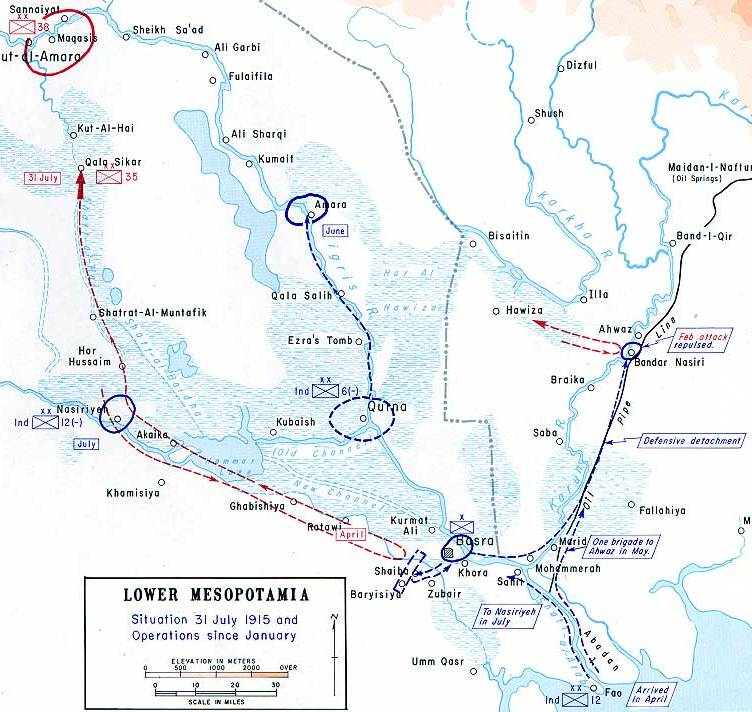
第一次世界大戦中の1915年7月に行われたイギリス軍のイラクでの攻勢

- 1914年7月28日 – 1918年11月11日 第一次世界大戦
  - 1914年10月29日 – 1918年10月30日 中東戦域 (第一次世界大戦)
    - 1914年11月6日 – 1918年11月14日 メソポタミア戦線
      - 1914年11月6日 アル＝ファオ上陸戦
      - 1914年11月11日 - 21日 バスラの戦い
      - 1914年12月3日 - 9日 クルナの戦い
      - 1915年4月12日 - 14日 シャイバの戦い
      - 1915年9月28日 Es Sinnの戦い
      - 1915年11月22日 - 25日 クテシフォンの戦い
      - 1915年12月7日 – 1916年4月29日 クートの戦い
      - 1916年1月6日 - 8日 シェイフ・サアドの戦い
      - 1916年1月13日 ワディの戦い
      - 1916年1月21日 ハンナの戦い
      - 1916年3月8日 ドゥジャイラの戦い
      - 1917年3月8日 - 11日 バグダード陥落
      - 1917年2月23日 第二次クートの戦い
      - 1917年3月13日 - 4月23日 サーマッラー攻勢
      - 1917年9月28日 - 29日 ラマーディーの戦い
      - 1918年3月26日 - 27日 ハーン・バグダーディー(Khan Baghdadi)の行動
      - 1918年10月23日 - 30日 シャルカートの戦い

#### 占領統治政権
- 1920年5月 -10月 イラクのイギリスに対する反乱

#### イラク王国
- 1939年9月1日 – 1945年9月2日 第二次世界大戦
  - 1940年6月10日 – 1945年5月2日 地中海の戦い (第二次世界大戦)
    - 1941年5月2日 - 31日 イギリス・イラク戦争
      - 1941年4月1日 イラククーデター事件
- 1918–2003 イラク・クルド紛争
  - 1922年11月 – 1924年7月 メフムード・ベルゼンジ(Mahmud Barzanji)の反乱
  - 1931–32 アフメド・バルザニイの反乱
  - 1943 – 1945年10月 バルザニの反乱

#### バアス党政権 (イラク)
- 1918–2003 イラク・クルド紛争
  - 1961年9月11日 – 1970年 第一次クルド・イラク戦争
  - 1974年4月 – 1975年中旬 第二次クルド・イラク戦争
  - 1975–1983 クルディスタン愛国同盟(PUK)の反乱
  - 1983年9月 – 1988年9月 クルド人の反乱
  - 1994年5月 – 1997年11月24日 クルド人自治区内戦
- 1980年9月22日 – 1988年8月20日 イラン・イラク戦争
  - 1980 イラクのイラン侵攻
    - 1980年9月23日 カマン99作戦
    - 1980年10月29日 スルタン10作戦
    - 1980年9月30日 スコーチ・ソード作戦
    - 1980年11月28日 - 29日 Morvarid作戦

  - 1981 膠着
    - 1981年4月4日 イラン空軍によるイラクのH3空軍基地への攻撃

  - 1982 イランの攻勢
    - 1982年7月上旬 ラマダン作戦

  - 1983–85 戦略的な膠着状態
    - 1983年2月6日 - 26日 第1次ヴァル・ファジュル作戦
    - 1983年4月10日 第1次ヴァル・ファジュル作戦第2波
    - 1983年7月22日 第2次ヴァル・ファジュル作戦
    - 1983年7月30日 - 8月9日 第3次ヴァル・ファジュル作戦
    - 1983年10月19日 - 11月中旬 第4次ヴァル・ファジュル作戦
    - 1984年上旬 第5次ヴァル・ファジュル作戦
    - 1984年2月14日 - 3月19日 ヘイバル作戦
    - 1984年2月22日 - 24日 第6次ヴァル・ファジュル作戦
    - 1984 沼沢地の戦い
    - 1985年3月10日 - 20日 バドル作戦

  - 1986–87 双方の攻勢
    - 1986–89 アル=アンファール戦役
    - 1988年3月16日 ハラブジャ毒ガス攻撃 (ハラブジャ事件)
    - 1986年2月9日 - 25日 第8次ヴァル・ファジュル作戦
    - 1986年2月11日 第1次アル＝ファオの戦い
    - 1986年12月25日 - 27日 カルバラ第4号作戦
    - 1987年1月8日 - 2月26日 カルバラ第5号作戦
    - 1987年前期 カルバラ第6号作戦
    - 1987年5月 カルバラ第10号作戦
    - 1987年5月 - 6月上旬 ナスル第4号作戦

  - 1988 最終段階
    - 1988年3月中旬 ザファール第7号作戦
    - 1988年4月17日 第2次アル＝ファオの戦い

  - 1981 中東戦争
    - 1981年6月7日 イラク原子炉爆撃事件 (オペラ作戦)
- 1990年8月2日 – 1991年2月28日 湾岸戦争
  - 1991 砂漠の嵐作戦
    - 1991年2月15日 - 20日 ワーディー・アル=バーティンの戦い

  - 1991年1月17日 - 2月23日 湾岸戦争の空の戦役
    - 1991年1月19日 パッケージQストライク
    - 1991年2月13日 4:30 am (GMT+3) アミリヤ防空壕爆撃

砂漠の嵐作戦中の1991年2月24日～28日の地上軍の動き

- - 1991年2月24日 - 28日 クウェート解放戦役
    - 1991年2月26日 -27日 73イースティングの戦い
    - 1991年2月26日 ブレット統制線の戦い
    - 1991年2月27日 メディナ・リッジの戦い
    - 1991年2月27日 ジャリバー飛行場への戦い
    - 1991年2月27日 ノーフォークの戦い
    - 1991年3月2日 ルマイラの戦い
    - 1991年3月1日 サフワーン飛行場膠着状態
- 1991年3月1日 - 4月5日 イラク国内の反乱
  - 1991年3月1日 - 4月中旬 バスラでの反乱
  - 1991年3月5日 - 19日 カルバラでの反乱
  - 1991年3月5日 - 4月3日 スレイマニヤでの反乱
  - 1991年3月11日 - 29日 キルクークでの反乱
  - 1991年3月10日 - 24日 トゥーズ・フールマートゥーでの反乱
- 1991–2002年 湾岸戦争後の空戦
  - 1991年3月20日 – 停戦にあわせてF-15CはイラクのSu-22爆撃機をAIM-ミサイルで撃墜した。
  - 1991年3月22日 – 停戦にあわせてF-15Cはイラクの Su-22爆撃機をAIM-9ミサイルで撃墜した。
  - 1992年12月27日 – 飛行禁止区域を通過したイラク軍のMiG-25がアメリカ空軍のF-16D戦闘機が発射したAIM-120 AMRAAMミサイルによって撃墜された。これはAIM-120を用いた最初の戦果であった。
  - 1993年1月17日 – アメリカ空軍のF-16C がMiG-23がF16をロックオンしてきたことでMigを撃墜した
  - 1999年1月5日 – イラクの4機のMiG-25のグループが飛行禁止地帯を通過しパトロール中の2機のF-15Cと2機のF-14とのドッグファイトに突入した。合計6発のミサイルがMiGに向けて発射されたが、全部命中しなかった。MiGはその後高速で逃走した。
  - 1999年9月9日 – 単独のMiG-23が飛行禁止地帯を通過したことでF-14戦闘機との戦闘に突入した。一機のF-14がAIM-54 フェニックス フェニックスをMiGに対して発射したが命中せず、Migは北へ戻った。
  - 2002年12月23日 – イラク侵攻前のイラク空軍の最後の勝利はIイラクのMiG-25が米軍のUAVのRQ-1 プレデターがイラクの航空機に対してスティンガーミサイルを発射した後同ＵAVを撃墜した
- 1996年9月3日 デザート・ストライク作戦
- 1998年12月16日 -19日 砂漠の狐作戦

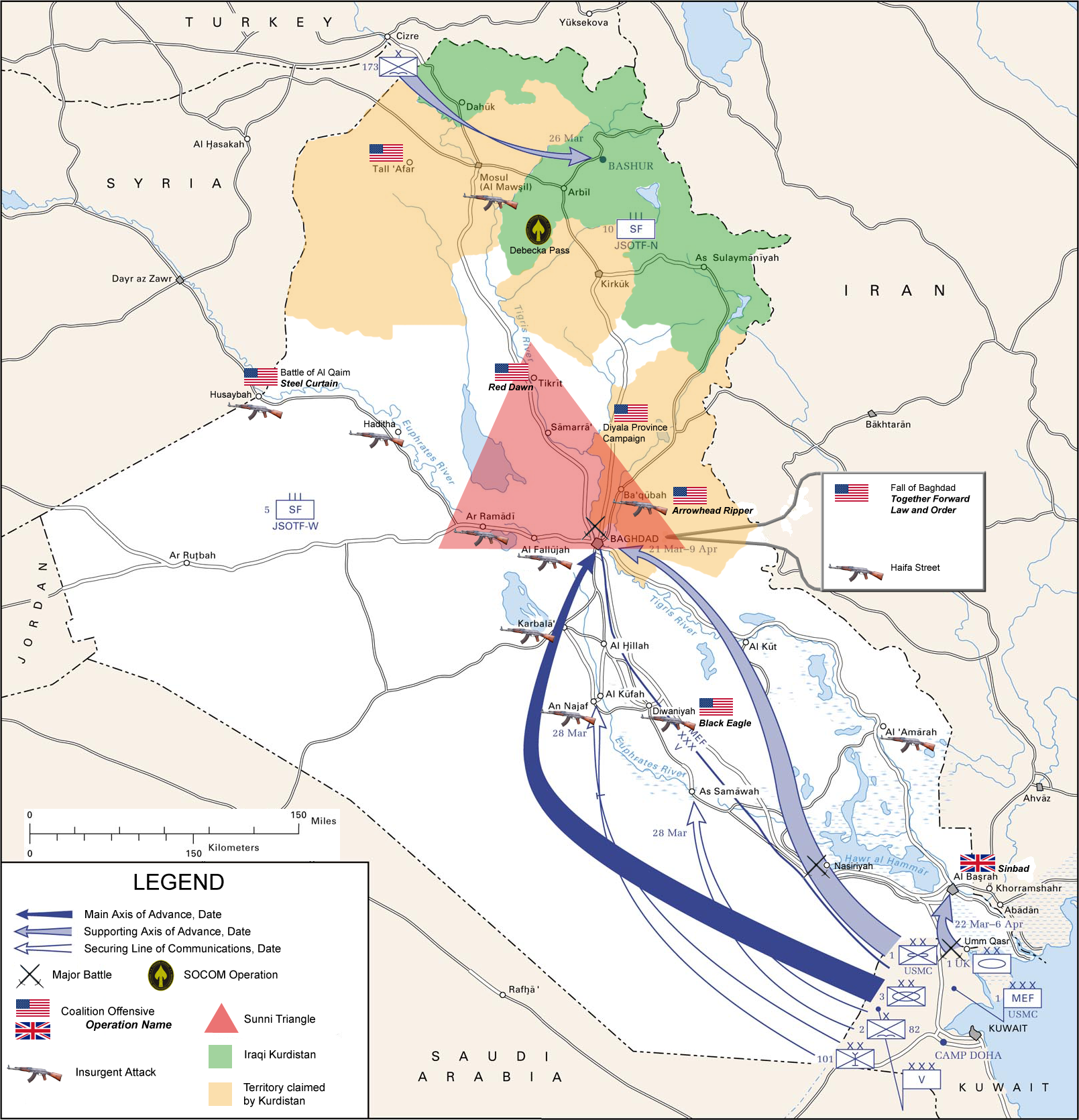
イラク戦争での侵攻ルートと主要な作戦/戦闘の図(2007年時点)

- 2003年3月20日 – 2011年12月15日 イラク戦争
  - 2003年3月19日 - 5月1日 イラク侵攻
    - 2003年3月21日 - 25日 ウンム・カスルの戦い
    - 2003年3月20日 - 24日 アル＝ファオの戦い
    - 2003年3月21日 - 4月6日 バスラの戦い
    - 2003年3月23日 - 29日 ナーシリーヤの戦い
    - 2003年3月24日 カルバラーへの攻撃
    - 2003年3月24日 - 4月4日 ナジャフの戦い
    - 2003年3月26日 – ノーザン・ディレイ作戦
    - 2003年3月28日 -30日 ヴァイキング・ハンマー作戦
    - 2003年3月30日 - 4月4日 サマーワの戦い
    - 2003年3月31日 - 4月6日 カルバラーの戦い
    - 2003年4月2日 - 4日 カルバラー近郊の戦い
    - 2003年4月3日 - 12日 バグダードの戦い
    - 2003年4月6日 デベッカ峠の戦い

#### 連合国暫定当局
- 2003–2004 侵攻後の反乱
  - 2003年3月20日 – 2011年12月7日 アンバール県でのイラク戦争
  - 2003年10月26日 - 11月24日 ラマダーン攻勢
  - 2003年12月13日 レッド・ドーン（赤い夜明け）作戦 (サダム・フセイン拘束)
  - 2004年4月4日 - 6月24日 イラクの春の戦闘
  - 2004年4月4日 - 5月1日 第一次ファルージャの戦い
  - 2008年4月4日 - 5月11日 サドルシティー包囲戦
  - 2004年4月6日 - 10日 ラマーディーの戦い
  - 2004年4月17日 フセイバの戦い
  - 2004年8月5日 - 27日 ナジャフの戦い
  - 2004年8月5日 - 28日 CIMIC(民軍協力)センターへの攻撃
  - 2004年10月1日 - 3日 サーマッラーの戦い
  - 2004年11月7日 - 12月23日 第二次ファルージャの戦い
  - 2004年11月8日 - 16日 モースルの戦い

#### イラク共和国
- 2005–06 侵攻後の反乱
  - 2005年5月8日 -19日 アル・カーイムの戦い
  - 2005年8月1日-4日 ハディーサの戦い
  - 2005年9月1日 - 18日 タル・アファルの戦い
  - 2006年6月17日 - 11月15日 ラマーディーの戦い
  - 2006年8月28日 ディーワーニーヤの戦い
- 2006年2月 – 2008年5月 イラク内戦
  - 9月23日 – 10月22日 2006年ラマダン攻勢
  - 2006年9月27日 – 2007年2月18日 シンドバッド作戦
  - 2006年10月19日 - 20日 アマラの戦い
  - 2006年11月15日 - 16日 Turkiの戦い
  - 2006年12月25日 – 2007年10月1日 ディヤーラー戦役
  - 2007年1月6日 - 9日 ハイファ通りの戦い
  - 2007年1月20日 カルバラ地方本部襲撃
  - 2007年1月28日 - 29日 ナジャフの戦い
  - 2007年2月14日 - 11月24日 法と秩序作戦
  - 2007年2月27日 - 9月3日 バスラのイギリス軍基地包囲戦
  - 2007年4月6日 - 10日 ブラック・イーグル作戦
  - 2007年6月16日 - 8月14日 ファントム・サンダー作戦
  - 2007年3月10日 - 8月19日 バアクーバの戦い
  - 2007年6月30日 - 7月1日 ドンキー・アイランド(Donkey Island)の戦い
  - 2007年2月15日 ポリス・ビクトリー作戦
  - 2007年8月27日 - 29日 カルバラーの戦い
  - 2008年1月8日 - 7月28日 ファントム・フェニックス作戦
  - 1月18日 –19日 2008年イラクアーシューラーの日戦闘
  - 2008年1月23日 - 7月28日 ニナーワー戦役
  - 2008年3月25日 - 5月15日 イラクの春の戦闘
  - 2008年3月25日 - 31日 バスラの戦い
  - 4月15日 – 5月19日 2008年イラクでのアルカーイダ攻勢

### シリア

#### メソポタミアの銅器時代
- c. 3500 BCE ハモウカルでの戦い

#### アッカド帝国
- c. 2270–2215 BCE アッカド帝国のサルゴン王の征服

- - アッカドのエブラ征服

#### ヒッタイト帝国
- c. 1282 BCE カデシュ占領
- ラムセス2世の第二次シリア戦役

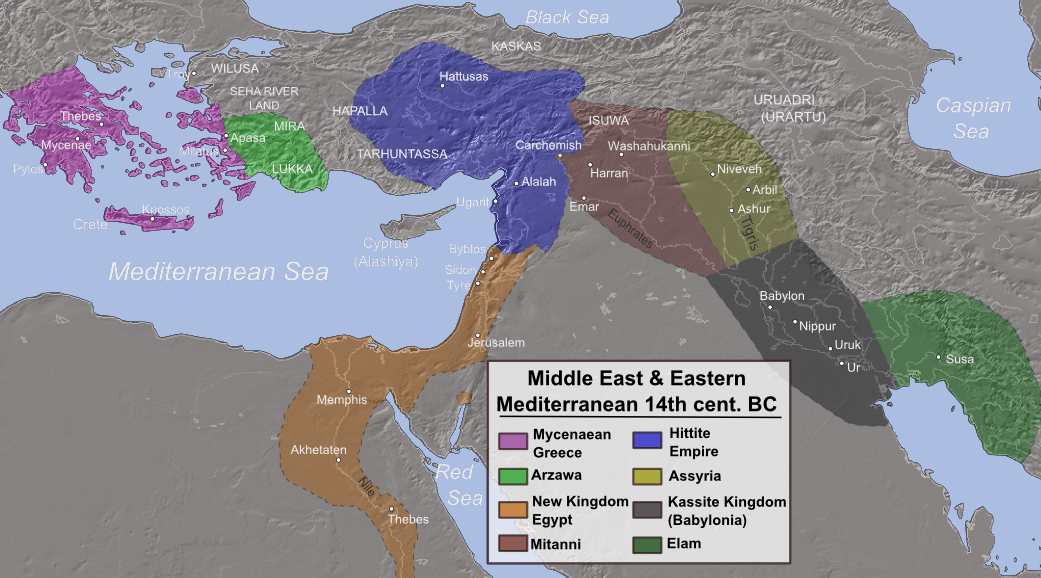
紀元前14世紀におけるアッシリア人、ミタンニ、エジプト民族とヒッタイト帝国

  - 1274年5月下旬 BCE カデシュの戦い

#### 新アッシリア帝国
- 854–846 BCE アッシリアのアラム人征服
  - 853 BCE カルカルの戦い

#### セレウコス朝
- 274–168 BCE シリア戦争 (プトレマイオス朝)
  - 274–271 BCE 第一次シリア戦争
  - 260–253 BCE 第二次シリア戦争
  - 246–241 BCE 第三次シリア戦争
  - 219–217 BCE 第四次シリア戦争
  - 202–195 BCE 第五次シリア戦争
  - 170–168 BCE 第六次シリア戦争

#### シリア・アラブ共和国
- 2011年3月15日 – 進行中 シリア内戦
  - 2011年4月25 - 5月5日 ダルアー包囲戦
  - 2011年5月6日 – 2017年5月 ホムス包囲戦
  - 2011年5月7-14日 バニヤース包囲戦

### イラン

#### シュメールの初期王朝時代
- c. 2800 BCE – c. 2500 BCE ウルクのギルガメシュがエラムの統治者フンババを殺害
- c. 2500 BCE キシュのエンメバラゲシによるエラム征服

#### バビロン第４王朝 (イシン第2王朝)
- c. 1125–1104 BCE イシンのネブカドネザル1世のエラムとの戦争

#### アケメネス帝国
- 559–530 BCE キュロス2世の戦役

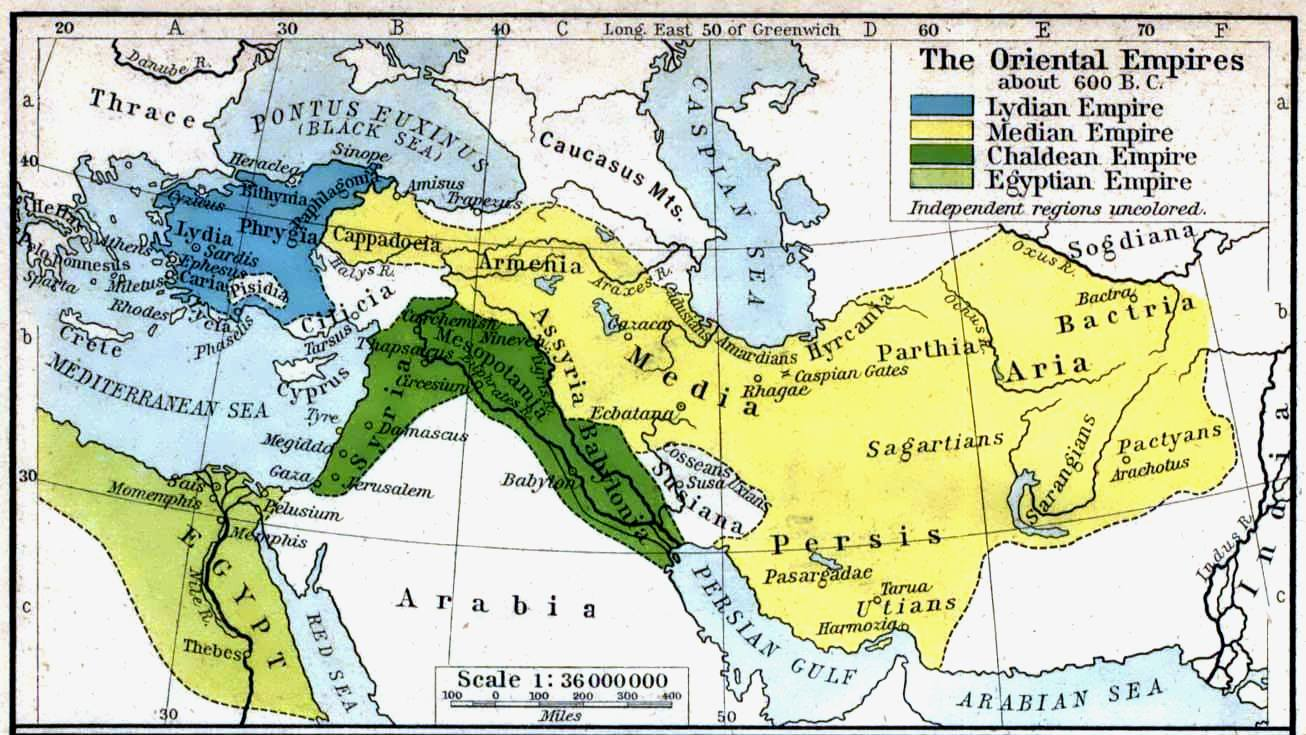
ペルシアの反乱の約48年前のメディア王国

  - 552 BCE ペルシアの反乱

- - 552 BCE Hyrbaの戦い
  - 551 BCE ペルシア国境の戦い
  - 550 BCE パサルガダエの戦い

#### マケドニア帝国
- 335–323 BCE アレクサンドロス大王の戦争
  - 330年1月20日 BCE ペルシア門の戦い

#### セレウコス朝
- 322–275 BCE ディアドコイ戦争
  - 317 BCE パラエタケネの戦い
  - 316年冬 BCE ガビエネの戦い

#### パルティア帝国
- 238–129 BCE セレウコス・パルティア戦争
  - 238 BCE パルニ族のパルティア征服
  - 129 BCE エクバタナの戦い
- 66 BCE – 217 ローマ・パルティア戦争
  - 40–33 BCE アントニウスのパルティア遠征(第2次パルティア戦争)
  - 161–166 BCE ローマ・パルティア戦争
  - 217 CE ニシビスの戦い

#### サーサーン朝
- 224年4月24日 パルティア・サーサーン戦争
- 502–628 東ローマ・サーサーン戦争
  - 440 東ローマ・サーサーン戦争
  - 572–591 東ローマ・サーサーン戦争
    - 591年8月 Blarathonの戦い
- 633–644 イスラーム教徒のペルシア征服
  - 642 ニハーヴァンドの戦い

#### 正統カリフ
- 656–661 第一次イスラーム内戦

#### ウマイヤ朝
- 680–692 第二次イスラーム内戦
- 743–750 第三次イスラーム内戦

#### アッバース朝
- 809–827 第四次イスラーム内戦

### イスラエル

#### カナン(Canaan)
- c. 2061–2010 BCE メンチュヘテプ2世(ファラオ)のカナンでの軍事活動
- c. 2000 BCE シディムの谷の戦い
- c. 1457年4月16日 BCE メギドの戦い (紀元前15世紀)

最大の領土拡張時のエジプト新王国 (紀元前15世紀)

- c. 1290–1279 BCE セティ1世のカナンでの戦役
- c. 1279–1213 BCE ラムセス2世の戦役と戦闘
  - 第一次シリア戦役
  - 第二次シリア戦役
  - 第三次シリア戦役

#### イスラエルの民族連合
- c. 1200 BCE ギブアの戦い(士師記)

#### イスラエル・ユダ連合王国 (イスラエル王国)

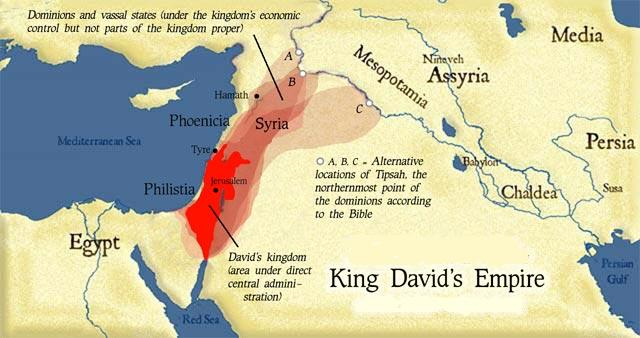
聖書に書かれたダビデ王の王国の範囲についての異なる解釈

- c. 1050–1010 BCE 聖書によればイスラエル・ユダ連合王国のサウル王が内戦で戦った
- c. 931–913 BCE 聖書によればユダ王国のレハブアム王が内戦で北イスラエル王国と戦った

#### ユダ王国
- 925 BCE シシャク王(ファラオ)によりエルサレムの占領・略奪(聖書に記された出来事)が行われたが、シシャク王はエジプト第22王朝のシェションク1世であるとされている
- 911–605 BCE 新アッシリア帝国の戦役
  - 701 BCE ラキシュ包囲戦
  - 701 BCE センナケリブ王によるアッシリアのエルサレム包囲戦
  - 701 BCE ユダでのセンナケリブ王の戦役
  - 635 BCE アシュドッドの陥落
  - 601–587 BCE ユダ・新バビロニア戦争
  - 597 BCE ネブカドネザル2世によるエルサレム包囲戦
  - 587 BCE ネブカドネザル2世によるエルサレム包囲戦

#### バビロニアのYehud地方
- 601–587 BCE ユダ・新バビロニア戦争
  - 597 BCE ネブカドネザル2世によるエルサレム包囲戦
  - 587 BCE ネブカドネザル2世によるエルサレム包囲戦

#### ペルシアのYehud Medinata地方
- 335–323 BCE アレクサンドロス大王の戦争
  - 332年10月 BCE ガザ包囲戦

#### セレウコス朝
- 322–275 BCE ディアドコイ戦争
  - 312 BCE ガザの戦い (紀元前312年)
- 219–217 BCE 第四次シリア戦争
  - 217年6月22日 BCE ラフィアの戦い
- 202–195 BCE 第五次シリア戦争
  - 200 BCE パニウムの戦い
- 167–160 BCE マカバイ戦争

#### ハスモン朝
- 63 BCE エルサレム攻囲戦 (紀元前63年) -共和政ローマ代表のグナエウス・ポンペイウスによるハスモン朝内戦への介入

#### イスラエルのヘロデ朝
- 37 BCE エルサレム攻囲戦 (紀元前37年) - ヘロデ大王がハスモン朝のユダヤ統治を終結させる

#### ローマのユダヤ地方
- 66–136 BCE ユダヤ・ローマ戦争
  - 66–73 第一次ユダヤ・ローマ戦争
    - 70 ティトゥスによるエルサレム攻囲戦 (70年) - ユダヤ大反乱の主要段階が終結。この戦いで第二神殿が破壊された

  - 115–117 第二次ユダヤ・ローマ戦争

#### ローマのシリア・パレスチナ地方
- 66–136 BCE ユダヤ・ローマ戦争
  - 132–136 バル・コクバの乱 (第三次ユダヤ・ローマ戦争)

#### 東ローマのパレスチナ・プリマ地方
- c. 602–628 東ローマ・サーサーン戦争 (602年-628年)
  - 614–628 ヘラクレイオスに対するユダヤ人の反乱
    - 614 サーサーン朝の将軍のシャフルバラーズによるエルサレム包囲戦で同市を東ローマから占領した
- イスラーム教徒の征服
  - 629 – c. 1050 アラブ・東ローマ戦争
    - 634–638 イスラーム教徒のレバント征服
      - 637 正統カリフのウマル・イブン・ハッターブの将軍ハーリド・イブン・アル＝ワリードによるエルサレム包囲戦 - 東ローマ帝国から同市を奪取した

#### 正統カリフのJund Filastin地方
- 637 正統カリフのウマル・イブン・ハッターブの将軍ハーリド・イブン・アル＝ワリードによるエルサレム包囲戦 - 東ローマ帝国から同市を奪取した

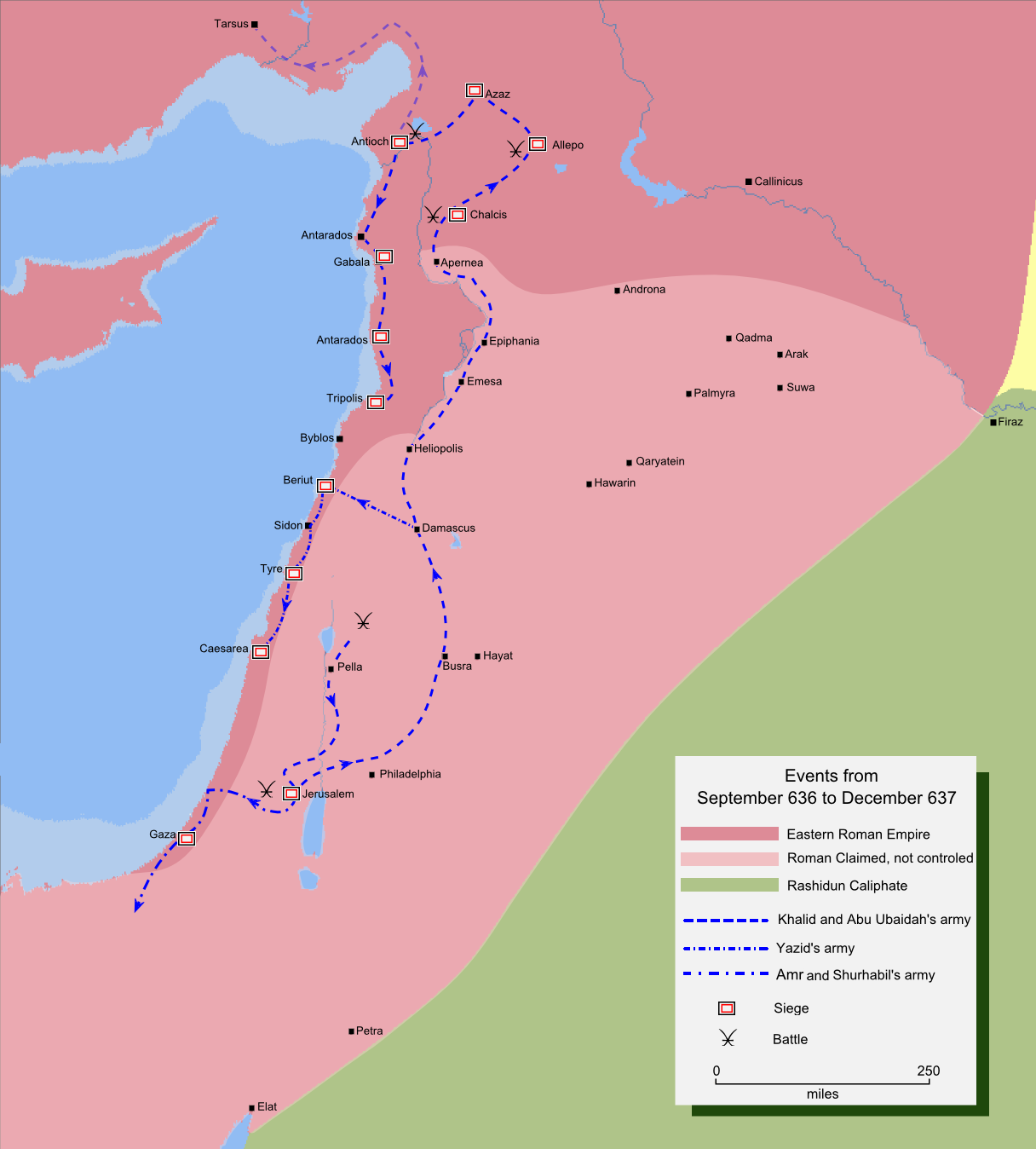
ハーリド・イブン・アル＝ワリードのシリア北部侵略の詳細なルート図.

#### アッバース朝のJund Filastin(シリア)地方
- 1099–1291 十字軍
  - 1099 第1回十字軍
    - 1099 第1回十字軍によるエルサレム攻囲戦 (1099年)
    - 1099 アスカロンの戦い

#### エルサレム王国
- 1099–1291 十字軍
  - 1096–99 第1回十字軍
    - 1099 十字軍によるエルサレム攻囲戦 (第1回十字軍)
    - 1099 アスカロンの戦い

  - 十字軍間の時代
    - 1101年9月7日 第一次ラムラの戦い
    - 1102年5月17日 第二次ラムラの戦い
    - 1105年8月27日 第三次ラムラの戦い
    - 1113 Al-Sannabraの戦い
    - 1123 Yibnehの戦い

- - 1145–1149 第2回十字軍
  - 十字軍間の時代
    - 1153 アスカロン包囲戦

1135年の近東でのエルサレム王国と他の十字軍の国

    - 1177年11月25日 モンジザールの戦い
    - 1179 ヤコブの浅瀬の戦い
    - 1182年7-8月 ベルヴォア城の戦い
    - 1183年9月 Al-Fuleの戦い
    - 1187年5月1日 クレッソン泉の戦い
    - 1187年7月4日 ヒッティーンの戦い
    - 1187 エルサレム包囲戦

  - 1189–92 第3回十字軍
    - 1189–91 アッコ包囲戦
    - 1191年9月7日 アルスフの戦い
    - 1192年8月8日 ヤッファの戦い

  - 1197 ドイツ十字軍
  - 1212 少年十字軍
  - 1213–21 第5回十字軍
    - 1218 エルサレム占領

  - 1228–29 第6回十字軍
  - 第6回十字軍の余波
    - 1244 エルサレム包囲戦
    - 1244年10月17-18日 La Forbieの戦い

  - 1251 羊飼い十字軍
  - 後期十字軍時代
    - 1265 カエサレア陥落
    - 1265 ハイファ陥落
    - 1265 アルスーフ陥落
    - 1291年4月4日-5月18日 アッコ包囲戦

  - 1271–72 第9回十字軍
  - 1291年4月4日-5月18日 アッコ包囲戦
- 1260–1300 モンゴルのパレスチナ襲撃
  - 1260年9月3日 アイン・ジャールートの戦い

1260年のレバントでのモンゴルの攻勢を示した図。 アレッポとダマスカスへの初期の攻撃が成功したことでバールベック、al-Subayba、アジュルンなどの二次目標への小規模な攻撃や恐らくエルサレムを含む他のパレスチナの町への襲撃につながった。小規模な襲撃者は南部のガザまで到達した

#### オスマン帝国のダマスカス・エヤレト
- 1516–17 オスマン・マムルーク戦争
- 1516年10月28日 ユーニス・ハーンの戦い
- 1805年5月17日 – 1848年3月2日 エジプトのムハンマド・アリーの戦役
  - 1834年パレスチナにおける農民反乱

#### オスマン帝国のシリア・ヴィライェト
- 1914年7月28日 – 1918年11月11日 第一次世界大戦
  - 1914年10月29日 – 1918年10月30日 中東戦域 (第一次世界大戦)
    - 1917年11月17日 - 12月30日 エルサレムの戦い
    - 1917年11月18-24日 ナビ・サムウィル(Nebi Samwil)の戦い
    - 1917年12月1日 El Burjの戦い
    - 1917年12月20-21日 ヤッファの戦い

#### イスラエル国
- 1948–49 1948年パレスチナ戦争
  - 1948 エルサレム包囲戦
- 1951–55 報復作戦
- 1956 第二次中東戦争
- 1967 第三次中東戦争 (六日戦争)
  - 1967 エルサレム包囲
- 1967–70 消耗戦争
- 1973 第四次中東戦争
- 1978 南レバノン紛争
- 1982 第一次レバノン戦争 (ガリラヤの平和作戦)
- 1982–2000 南レバノン紛争
- 1987–93 第1次インティファーダ
- 2000–04 第2次インティファーダ
- 2006 レバノン侵攻 (第二次レバノン戦争)
- 2008–09 ガザ紛争
- 2012 防衛の柱作戦

### レバノン
- 1279–1213 BCE ラムセス2世の戦役と戦闘
  - 第一次シリア戦役
  - 第二次シリア戦役
  - 第三次シリア戦役
- 1200 BCE 海の民によるアムル王国破壊
- 1975年4月13日 – 1990年10月13日 レバノン内戦
  - 1978年2月7日- 4月 百日戦争
  - 1982年6月6日 – 1985年6月 1982年レバノン戦争
  - 1983年9月3日 – 1984年2月 山岳戦争
  - 1985年5月19日 – 1988年7月 キャンプ戦争
- 1948年5月14日 – 進行中 イスラエル・レバノン紛争
  - 1985年6月 – 2000年5月25日 南レバノン紛争
  - 6月12日 – 8月14日 レバノン侵攻 (2006年)
- 2010年12月18日 – 進行中 アラブの春
  - 2011年3月15日 – 進行中 シリア内戦
    - 2011 – 進行中 シリア内戦の波及
      - 2011年6月17日 – 進行中 シリア内戦のレバノンへの波及

### トルコ

#### ヒッタイト帝国
- 1550–1526年頃 BCE ハットゥシリ1世とムルシリ1世の征服
- 1430–1350 BCE カスカ人のヒッタイト侵攻

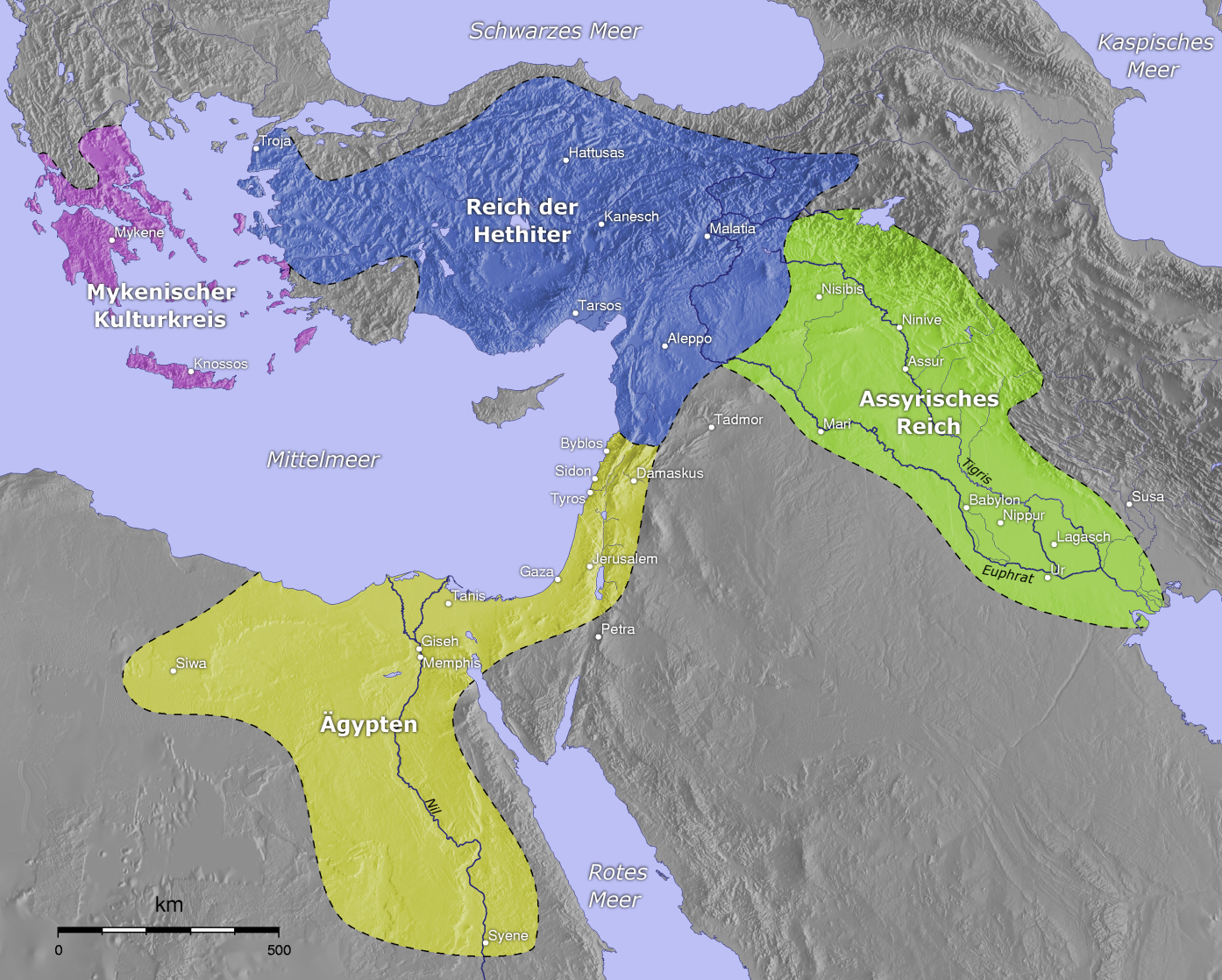
紀元前1400年頃のヒッタイト帝国(地図上の青色のエリア)

- 1260–1240 BCE トロイア戦争

#### Diaokhi王国
- 1112 BCE Diaokhi・アッシリア戦争
- 756–741 BCE Diaokhi・ウラルトゥ戦争
- 729–722 BCE コルキス・キンメリア戦争

#### リュディア帝国
- 585年5月28日 BCE ハリュス川の戦い (日食の戦い)

#### アケメネス帝国
- 547 BCE サルディス包囲戦
- 499–449 BCE ペルシア戦争 (ギリシア・ペルシア戦争)
  - 499–493 BCE イオニアの反乱
  - 492–490 BCE 第一次ペルシアのギリシア侵攻
  - 480–478 BCE 第二次ペルシアのギリシア侵攻
    - 479年8月27日 BCE ミュカレの戦い

  - 477–449 BCE デロス同盟との戦争
    - 466 BCEまたは469 BCE エウリュメドン川の戦い

#### マケドニア帝国
- 335–323 BCE アレクサンドロス大王の戦争
  - 334年5月 BCE グラニコス川の戦い
  - 334 BCE ミレトス包囲戦
  - 334 BCE ハリカルナッソス包囲戦
  - 333年11月5日 BCE イッソスの戦い

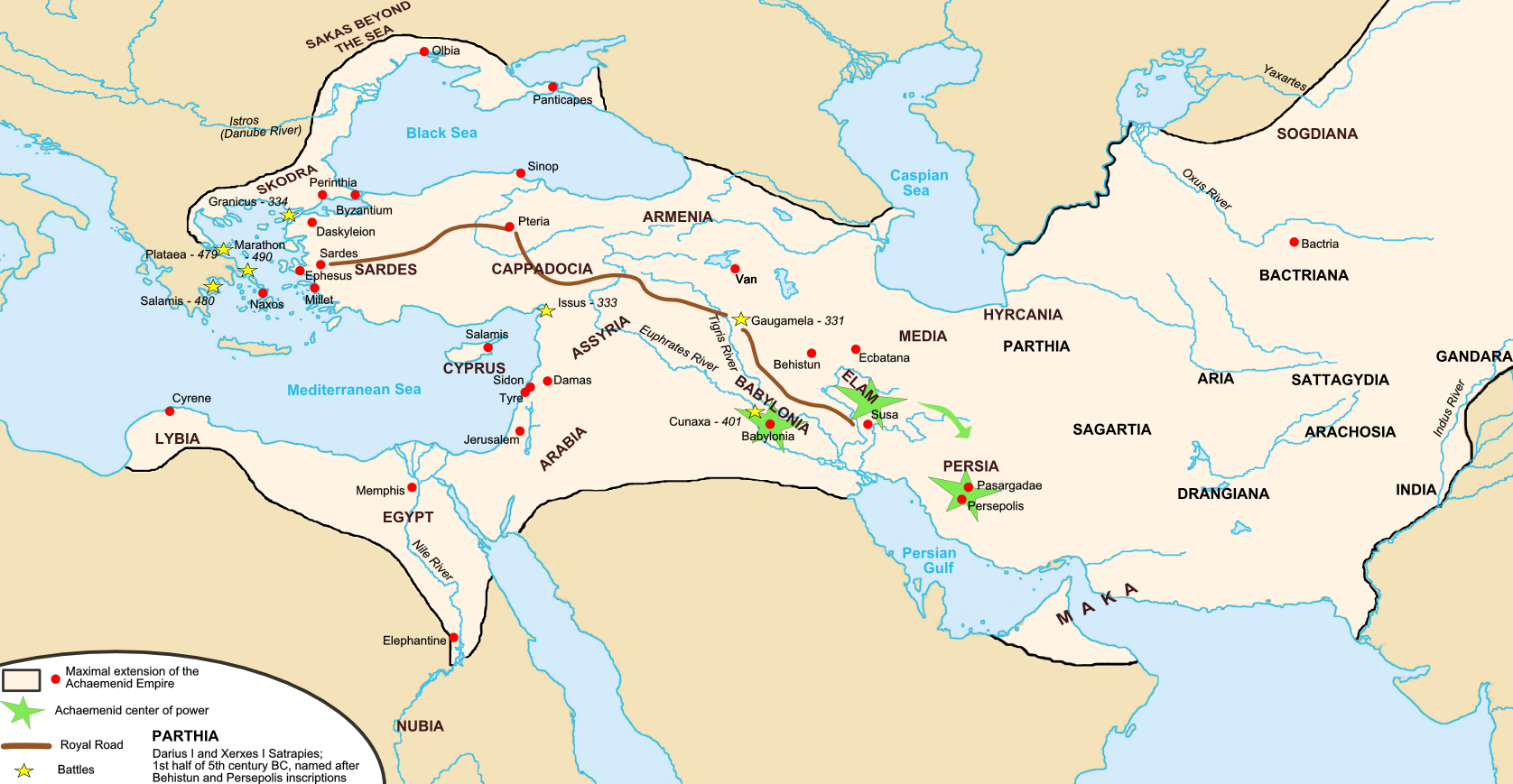
ミレトス包囲戦とイッソスの戦いの図(地図はダレイオス大王とクセルクセス1世の統治時代のアケメネス朝を表している)

#### セレウコス朝
- 322–275 BCE ディアドコイ戦争
- 238–129 BCE セレウコス・パルティア戦争

#### 共和政ローマ
- 192–188 BCE ローマ・シリア戦争
- 92 BCE – 629 CE ローマ・ペルシア戦争
  - 218年6月8日 CE アンティオキアの戦い

共和政ローマとローマ帝国の拡大

  - 260 エデッサの戦い
  - 344 シンガラ包囲戦
  - 359 アミダ包囲戦

#### ポントス王国
- 88–63 BCE ミトリダテス戦争
  - 88–84 BCE 第一次ミトリダテス戦争
  - 83–81 BCE 第二次ミトリダテス戦争
    - 82 BCE ハリュス川の戦い

  - 75–63 BCE 第三次ミトリダテス戦争

#### ローマ帝国
- 66–217 BCE パルティア戦争
  - 53年6月 BCE カルラエの戦い
  - 39 BCE キリキアの門の戦い
  - 39 BCE Amanus Passの戦い

#### 東ローマ帝国 (ビザンツ帝国)
- 421–628 東ローマ・サーサーン戦争

西暦300年～1453年の間のローマ帝国の領土の変化(アニメーションマップ)

  - 421–422 東ローマ・サーサーン戦争
  - 502–506 アナスタシア戦争
  - 526–532 イベリア戦争
  - 572–591 東ローマ・サーサーン戦争
  - 602–628 東ローマ・サーサーン戦争 (602年-628年)
    - 610 アンティオキア暴動
    - 613 アンティオキアの戦い
    - 614-617/625 ユダヤ人のヘラクレイオスに対する反乱
    - 615 シャヒンのアナトリア半島侵攻
    - 622 ヘラクレイオスの戦役
    - 602–628 東ローマのペルシア攻撃
    - 626 コンスタンティノープル包囲戦
    - 627–629 第三次サーサーン朝・西突厥戦争
- 629–1050s アラブ・東ローマ戦争
  - 674–678 コンスタンティノープル包囲戦
  - 717–718 コンスタンティノープル包囲戦
  - 804–805 クラソスの戦い
  - 838 Anzenの戦い
  - 838 アモリオンの戦い
  - 863 ララカオンの戦い
  - ヨアニス・クルクアスの戦役
    - 926–930 第一次メリテネ戦役とカリカラの征服
    - 931–934 第二次メリテネ戦役

  - サイフ・アル=ダウラの戦役
    - 944 アレッポ征服
    - 953 マラシュの戦い
    - 962 アレッポ包囲戦

#### セルジューク帝国
- 1048–1308 セルジューク・東ローマ戦争
  - 1071年8月26日 マラズギルトの戦い

全盛期のセルジューク帝国 (1092年) 同年に第3代スルタンのマリク・シャーが暗殺された

#### ルーム・セルジューク朝
- 1095–1099 第1回十字軍
  - 1097年7月1日 ドリュラエウムの戦い
- 1145–1149 第2回十字軍
  - 1147年10月25日 ドリュラエウムの戦い
- 1048–1308 セルジューク・東ローマ戦争
  - 1176年9月17日 ミュリオケファロンの戦い

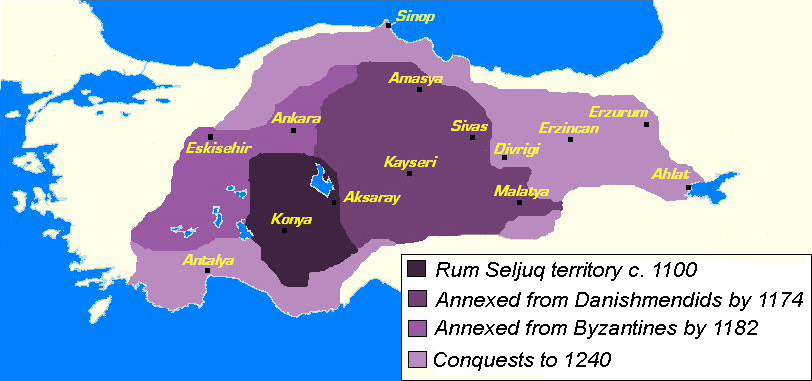
ルーム・セルジューク朝の領土拡大 (約1100–1240年)

  - 1207 アンタルヤ包囲戦
  - 1203 コンスタンティノープル包囲戦
  - 1204 コンスタンティノープル包囲戦

#### ラテン帝国
- 1204–1261 ブルガリア・ラテン戦争
  - 1235 コンスタンティノープル包囲戦
- ニカイア・ラテン戦争
  - 1260 コンスタンティノープル包囲戦

#### オスマン帝国

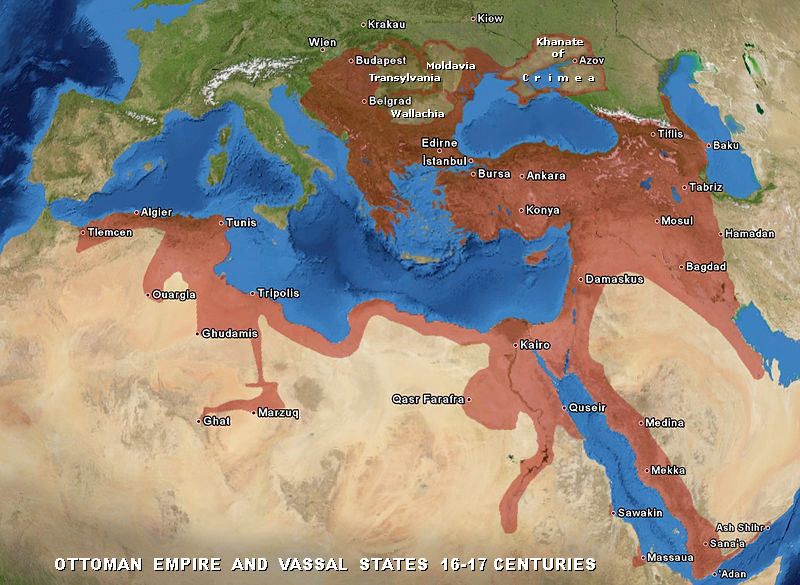
1590年代のオスマン帝国領の最大範囲(赤)と属国(明るい赤色)

- 1265–1479 オスマン・東ローマ戦争
  - 1265–1328 オスマン帝国の台頭
  - 1328–1341 東ローマの対抗
    - 1331 ニカイア包囲戦
    - 1333–1337 ニコメディア包囲戦

  - 1341–1371 バルカン半島侵攻と内戦
  - 1371–1394 東ローマ内戦と隷属
  - 1394–1424 敵対行為の再開
    - 1422 コンスタンティノープル包囲戦

  - 1424–1453 オスマン帝国のコンスタンティノープル戦役
    - 1453年4月6日 – 1453年5月29日 コンスタンティノープルの陥落 (東ローマ帝国滅亡)

### サウジアラビア

#### メディナのムハンマド
- 623 Al Is Caravan襲撃

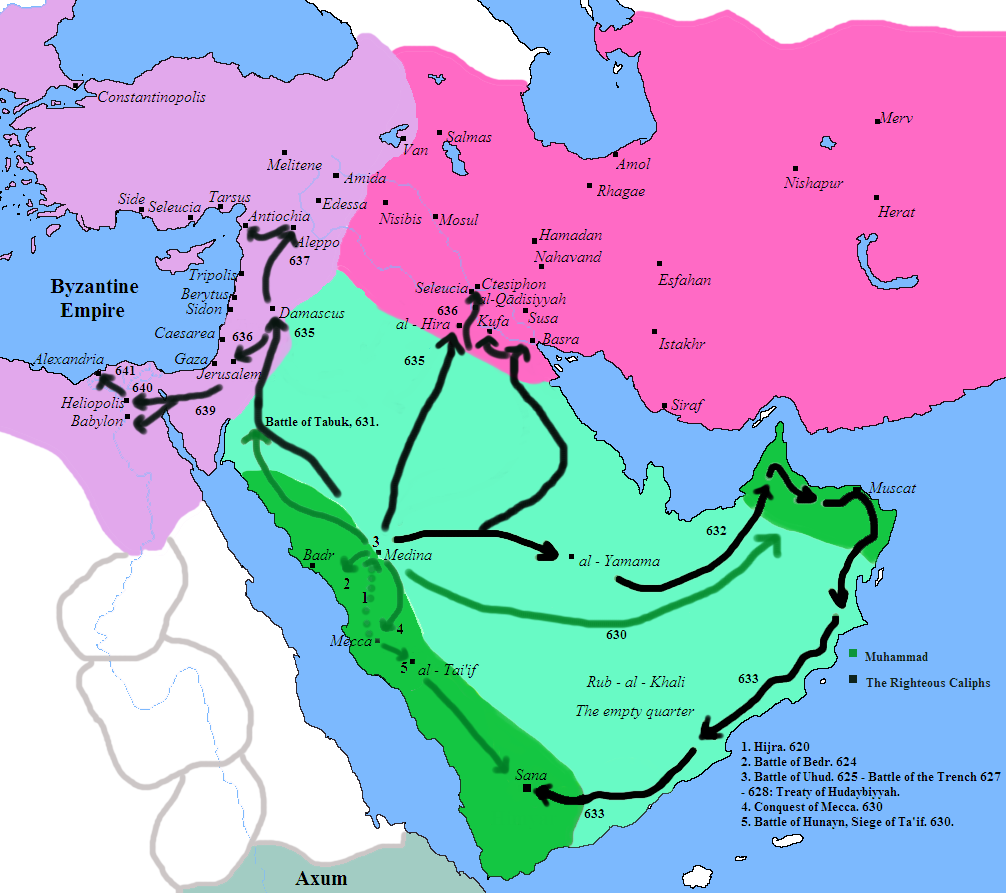
ムハンマドと正統カリフの征服

- 623 Batn Rabigh Caravan襲撃
- 623年5月、6月 Kharar Caravan襲撃
- 623年8月 Waddan侵攻
- 623年10月 Buwat侵攻
- 623年12月 Dul Ashir侵攻
- 623 Safwan侵攻
- 624年1月 Nakhla襲撃
- 624年3月 バドルの戦い
- 624年1月 Asma bint Marwanの暗殺
- 624年2月 アブ 'アファクの暗殺
- 624 Sawiq侵攻
- 624年2月 Banu Qaynuqa侵攻
- 624年5月 Al Kudr侵攻
- 624年9月 Thi Amr侵攻
- 624年9月 Ka'b ibn al-Ashrafの暗殺
- 624 Bahran侵攻
- 624 Nejd Caravan襲撃
- 624年12月 'Abdullah ibn 'Atikの遠征
- 625年3月23日 ウフドの戦い
- 625年3月 Hamra al-Asad侵攻
- 625年6月 Qatanの遠征
- 625 Abdullah Ibn Unaisの遠征
- 625 Al Rajiの遠征
- 627 Amr bin Umayyah al-Damriのミッション
- 625年7月 Bir Maonaの遠征
- 625年8月 Banu Nadir侵攻
- 625年10月または627年 Dhat al-Riqaの遠征
- 626年1月または625年3月 バドル侵攻
- 626年7月 Dumatul Jandal侵攻
- 627年2月 ハンダクの戦い
- 627年2-3月 クライザ族虐殺事件
- 627年6月 Muhammad ibn Maslamahの遠征
- 627 Ukasha bin Al-Mihsanの遠征
- 627年8月 第一次Banu Thalabah襲撃
- 627年8月 第二次Banu Thalabah襲撃
- 627年9月 Banu Lahyan侵攻
- 627 al-Ghabah襲撃
- 627年9月 Dhu Qaradの遠征
- 627 Zaid ibn Haritha (Al-Jumum)遠征
- 627年9月 Zaid ibn Haritha (Al-Is)の遠征
- 627 Banu Thalabahへの第三次襲撃
- 627年10月 Zaid ibn Haritha (Hisma)の遠征
- 627年12月 Zaid ibn Haritha (Wadi al-Qura)遠征
- 627年12月 Banu Mustaliq侵攻
- 627年12月 Abdur Rahman bin Aufの遠征
- 627 Fidakの遠征
- 628年1月 Wadi al-Quraの第二次遠征
- 628年2月 Kurz bin Jabir Al-Fihriの征服
- 628年2月 Abdullah ibn Rawahaの征服
- 628年3月 フダイビーヤの和議
- 628年5月 Fidak征服
- 628年5/6月 ハイバルの戦い
- 628年5月 Wadi al Quraの第三次遠征
- 628年12月 Umar ibn al-Khatabの遠征
- 628年12月 Abu Bakr As-Siddiqの遠征
- 628年12月 Bashir Ibn Sa’d al-Ansari (Fadak)の遠征
- 629年1月 Ghalib ibn Abdullah al-Laithi (Mayfah)の遠征
- 629年5月 Ghalib ibn Abdullah al-Laithi (Fadak)の遠征
- 629年2月 Bashir Ibn Sa’d al-Ansari (Yemen)の遠征
- 629年4月 Ibn Abi Al-Awja Al-Sulamiの遠征
- 629年5月 Ghalib ibn Abdullah al-Laithi (Al-Kadid)の遠征
- 629年6月 Banu Laythへの襲撃
- 629年6月 Shuja ibn Wahb al-Asadiの遠征
- 629年6月 Ka’b ibn 'Umair al-Ghifariの遠征
- 629年8月 ムッタの戦い
- 629年9月 Expedition of Amr ibn al-As
- 629年10月 Abu Ubaidah ibn al Jarrahの遠征
- 629 Abi Hadrad al-Aslamiの遠征
- 629年11または12月 Expedition of Abu Qatadah ibn Rab'i al-Ansari (Khadirah)
- 629年12月 Abu Qatadah ibn Rab'i al-Ansari (Batn Edam)の遠征
- 629年12月 メッカ征服
- 629年12月 Khalid ibn al-Walid (Nakhla)の遠征
- 629年12月 Amr ibn al-Asの襲撃
- 629年12月 Sa'd ibn Zaid al-Ashhaliの襲撃
- 630年1月 Khalid ibn al-Walid (Banu Jadhimah)の遠征
- 630年1月 フナインの戦い
- 630年1月 At-Tufail ibn 'Amr Ad-Dausiの遠征
- 630 Autasの戦い
- 630年1月 Abu Amir Al-Ashariの遠征
- 630年1月 Abu Musa Al-Ashariの遠征
- 630年1月 ターイフ包囲戦
- 630年4月 Uyainah bin Hisnの遠征
- 630年5月 Qutbah ibn Amirの遠征
- 630年6月 Dahhak al-Kilabiの遠征
- 630年7月 Alqammah bin Mujazzizの遠征
- 630年7月 Dhu Qaradの第三次遠征
- 630年7月 Ali ibn Abi Talib (Al-Fuls)の遠征
- 630年7月 Ukasha bin Al-Mihsan (Udhrah and Baliy)の遠征
- 630年10月 タブークの戦い
- 630年10月 Khalid ibn al-Walid (Dumatul Jandal)の遠征
- 630 Abu Sufyan ibn Harbの遠征
- 630 Masjid al-Dirarの打破
- 631年4月 Khalid ibn al-Walid (2nd Dumatul Jandal)の遠征
- 631年4月 Surad ibn Abdullahの遠征
- 631年6月 Khalid ibn al-Walid (Najran)の遠征
- 631年12月 Ali ibn Abi Talib (Mudhij)の遠征
- 631 Ali ibn Abi Talib (Hamdan)の遠征
- 632年4月 Dhul Khalasaの打破
- 632年5月 Usama bin Zaydの遠征

#### 初期カリフの内戦
- 632–633 リッダ戦争
  - 632年9月 Buzakhaの戦い
  - Ghamraの戦い
  - 632年12月 Yamamaの戦い
  - 632年10月 ザファールの戦い
  - 633年8月 ドゥーマ・アル=ジャンダル(Dawmat al-Jandal)の戦い

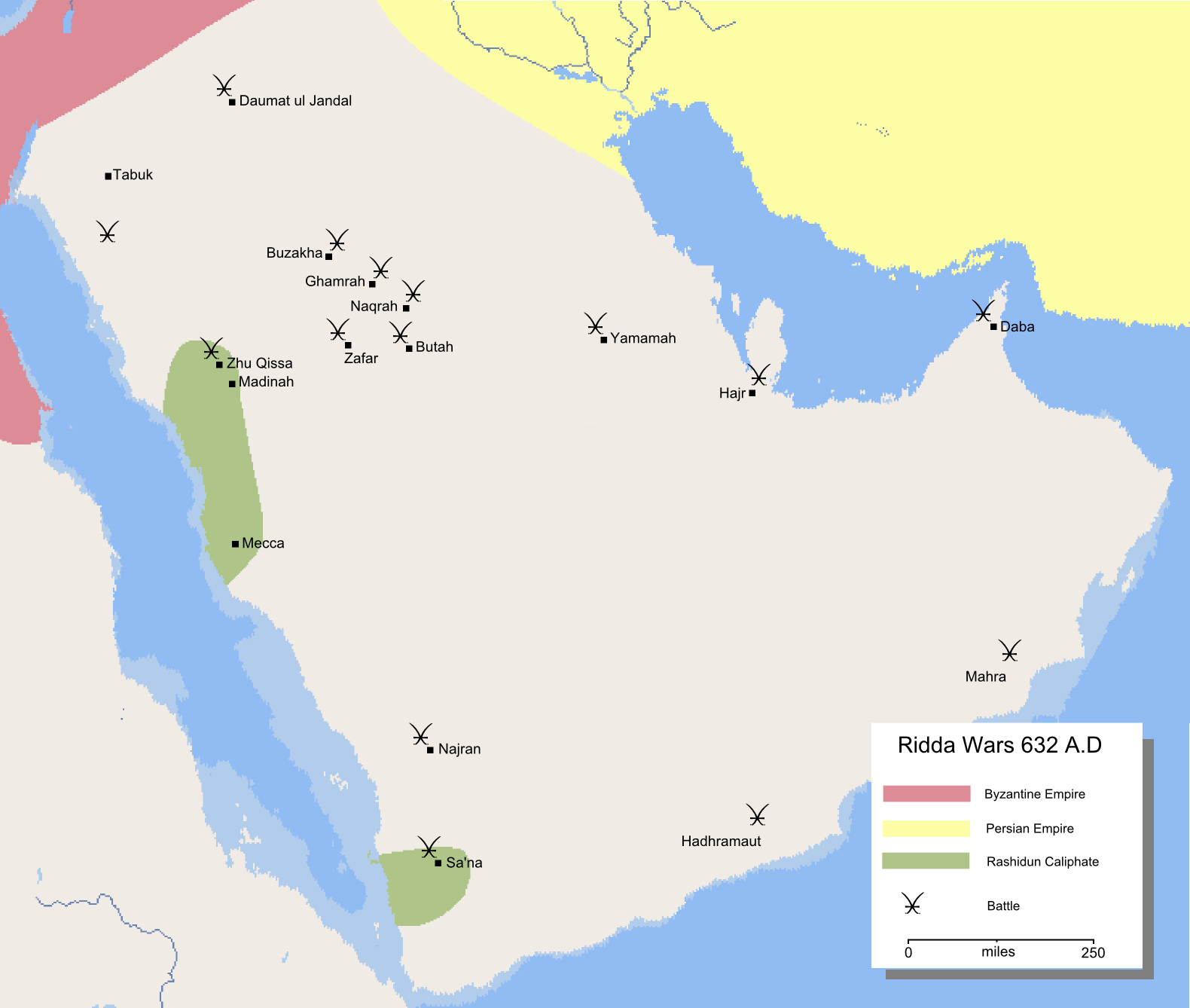
詳細なリッダ戦役での戦場の地図

  - 633年10月 Naqraの戦い

#### 正統カリフ
- 656–661 第一次イスラーム内戦

#### ウマイヤ朝
- 680–692 第二次イスラーム内戦
- 743–750 第三次イスラーム内戦

#### アッバース朝
- 762年9月 – 763年2月 アリードの反乱

#### 第一次サウード王国
- 1746 リヤドの戦い
- 1764 Al-Hayerの戦い
- 1789 ghrimeelの戦い
- 1793 Ibn Ufaisanの侵攻
- 1793 – 1798 カタールの侵攻

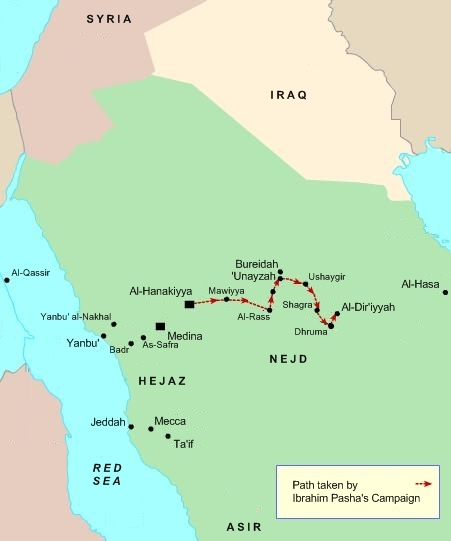
イブラヒム・パシャのネジドのサウジに対する戦役

- 4月21日 –1802 or 1801 ワッハーブ派のカルバラーの略奪、破壊
- 1811 Khakeekeraの戦い
- 1811年初頭 – 1818 オスマン・サウジ戦争

#### 第二次サウード王国
- 1821 – 1824 エジプト・エヤレトに対する反乱
- 1865 – 1875 王家の内戦
- 1870 – 1871 アル=ハサ(Al-Hasa)遠征
- 1883 アルワ(Arwa)の戦い
- 1891年1月24日 ムライダー(Mulayda)の戦い

#### サウジアラビア王国
- サウジアラビアの統一
  - 1902年1月13日 リヤドの戦い
  - 1903年1月27日 ディラムの戦い
  - 1903 – 1907 サウード・ラシード戦争
  - 1910 ハディアの戦い
  - 1913 アル=ハサ征服
  - 1915年1月17日 ジャラーブ(Jarrab)の戦い
  - 1915 Kinzaanの戦い
  - 1918年7月 – 1919年7月4日 第一次サウード・ハーシム戦争
  - 1919 - 1920 クウェート・ナジュド国境戦争
  - 1921 ハーイル征服 (第二次サウード・ハーシム戦争)
  - 1924年9月 - 1925年12月 サウード(ナジュド・スルタン国)のヒジャーズ王国征服
  - 1927 - 1930 イフワーンの反乱
- 1934 サウジ・イエメン戦争
- 1948年5月15日 – 1949年3月10日 第一次中東戦争
- 1962年9月26日 – 1970年12月1日 北イエメン内戦
- 1969年11月27日-12月6日 アル=ワディア戦争
- 1973年10月6日-10月25日 第四次中東戦争
- 1975年4月13日 – 1990年10月13日 レバノン内戦
- 1979年11月20日-12月4日 アル＝ハラム・モスク占拠事件
- 1991年1月17日-2月28日 湾岸戦争
- 2009年8月11日 – 2010年2月12日 焦土作戦 (サウジアラビアのフーシ派空爆)
- 2014年6月13日 – 現在 ISILに対する軍事介入
- 2015年3月19日 – 現在 2015年イエメン内戦

### アルメニア
- c. 2492 BCE ハイクとニムロドの間の戦闘
- 714 BCE ウラルトゥ・アッシリア戦争

## 中央アジア

### ウズベキスタン

#### ソグディアナ
- 335–323 BCE アレクサンドロス大王の戦争
  - 327 BCE ソグディアナの岩砦包囲戦

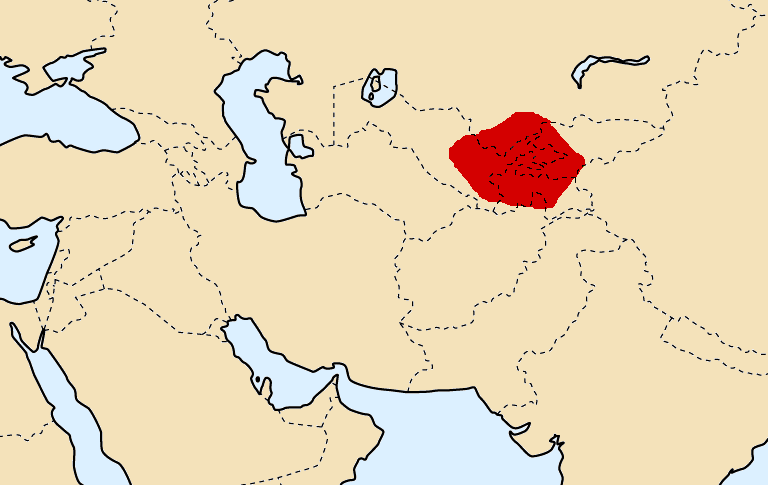
ソグディアナ(300 BC.)

#### グレコ・バクトリア王国
- 250 BCE 独立
- 230 BCE ディオドトス2世の殺害・王位簒奪
- 210 BCE セレウコス朝の侵攻
- 180 BCE インドへの拡大
- 141 BCE パルティアに対する敗北

#### 月氏

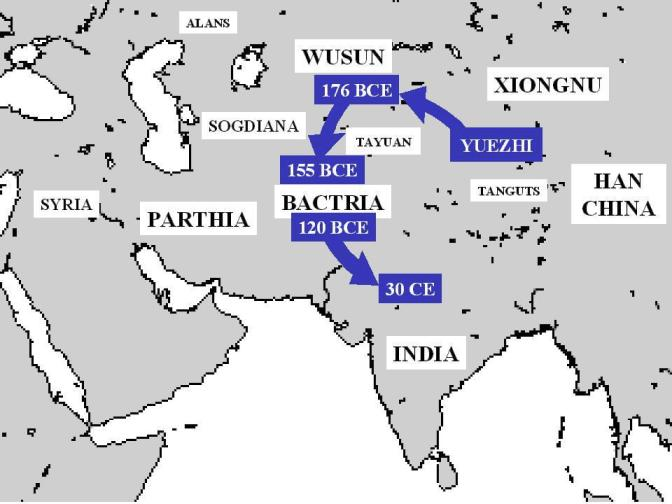
紀元前176年頃から西暦30年までの中央アジアを通じた月氏の移住

- 162 BCE 月氏の拡大

#### インド・グリーク朝
- 36 BCE ソグディアナの戦い

#### クシャーナ朝(クシャン帝国)
- 1世紀と2世紀 CE クシャーナ朝の拡大

#### 柔然
- 起源と拡張

#### 突厥汗国
- 突厥内戦
- 唐の皇帝太宗の東突厥戦役
- 唐の西突厥戦役
- 657 西突厥の征服

#### ホラズム・シャー朝
- 1216–1221 チンギス・カンの西征

#### モンゴル帝国
- 1262 ベルケ・フレグ戦争

#### ティムール朝
- 1360年または1370年 バルフ包囲戦

#### ジュンガル
- タリム盆地の征服と中央アジア人との戦争

#### ロシア帝国
- グレート・ゲーム
- 1916–1934 バスマチ蜂起

#### ソビエト連邦
- 1916–1934 バスマチ蜂起

### アフガニスタン

#### ガズナ朝
- 962 ガズナ朝

#### アフガン帝国とグレート・ゲーム
- 1709 ホータキー朝とドゥッラーニー帝国(アフガン帝国)
- グレート・ゲーム

#### ロシア帝国
- 1916–1934 バスマチ蜂起

#### ソビエト連邦
- 1916–1934 バスマチ蜂起
- 1979–1988 アフガニスタン紛争 (1978年-1989年)

### タジキスタン

#### 大宛
- 104–101 BCE 汗血馬戦争 (漢の大宛遠征)

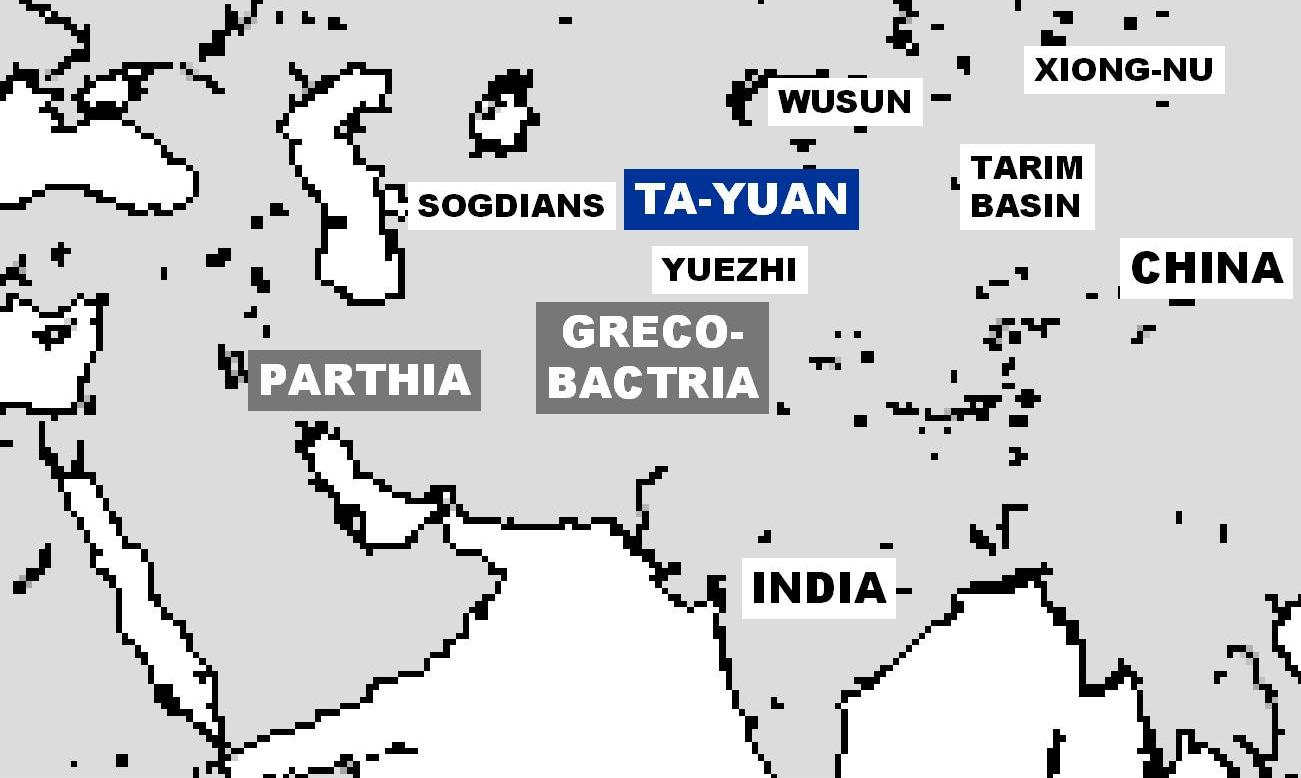
中国の史籍「漢書」によると、大宛（フェルガナ）はパルティアとグレコ・バクトリア王国と共に、130世紀頃の中央アジアの3つの先進文明の一つであった。

### タジキスタン
- 1992-1997 タジキスタン内戦
- 2010-2012 タジキスタンの反乱

### トルクメニスタン
- セルジューク・ガズナ戦争
  - 1040年5月23日 ダンダーナカーンの戦い

## 東アジア

### 中国大陸

#### 龍山文化
- 2852–2070 BCE 三皇五帝
  - c. 2500 BCE 阪泉の戦い
  - c. 2500 BCE 涿鹿の戦い

#### 夏
- c. 1628–1600 BCE 天乙
  - c. 1600 BCE 鳴条の戦い

#### 殷
- c. 1628–1600 BCE 天乙
  - c. 1600 BCE 鳴条の戦い
- c. 1046 BCE
  - c. 1046 BCE 牧野の戦い

#### 周
- c. 1046 BCE 周王朝の創設
  - c. 1046 BCE 牧野の戦い
- 771–476 BCE 春秋時代
  - 538 BCE 泓水の戦い
  - 632 BCE 城濮の戦い
  - 595 BCE 邲の戦い
  - 589 BCE 鞍の戦い
  - 575 BCE 鄢陵の戦い
  - 506 BCE 柏挙の戦い
  - 4世紀 BCE 燕・古朝鮮戦争
- 475–221 BCE 戦国時代
  - 453 BCE 晋陽の戦い
  - 353 BCE 桂陵の戦い
  - 342 BCE 馬陵の戦い
  - 293 BCE 伊闕の戦い
  - 284–279 BCE 即墨の戦い
  - 279–278 BCE 鄢・郢の戦い
  - 260 BCE 長平の戦い
  - 230–221 BCE 秦の統一戦争

#### 秦朝

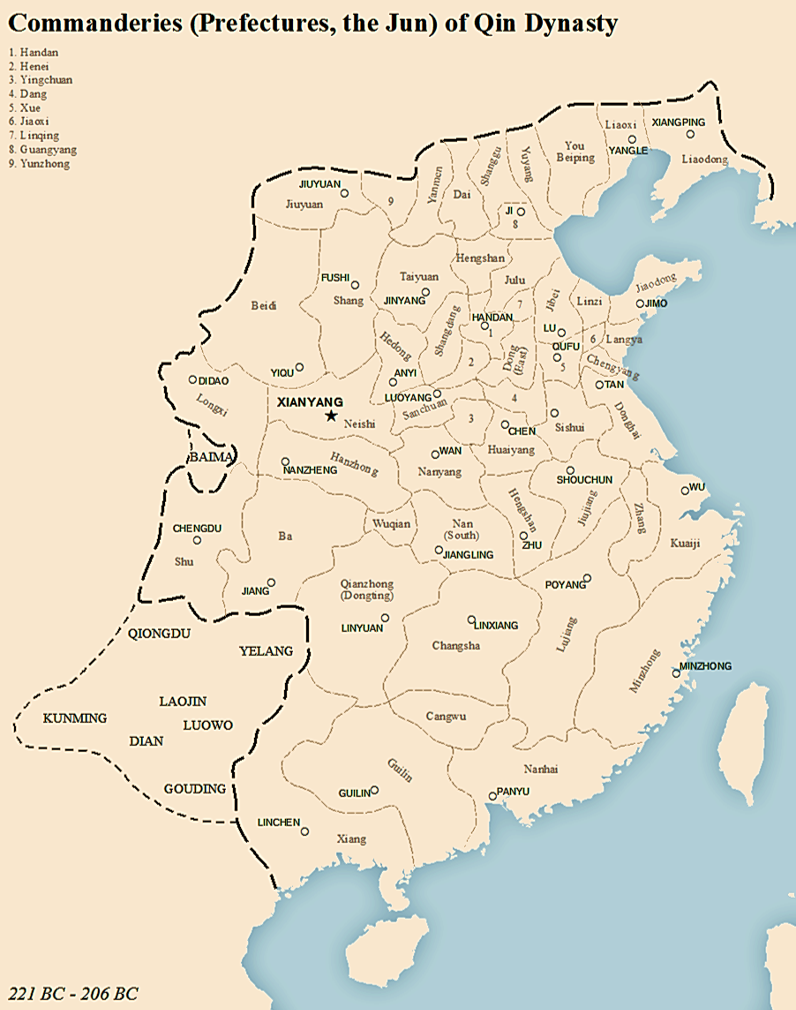
秦朝 (約210 BC)

- 215 BCE 秦の匈奴戦役
- 214 BCE 秦の百越戦役
- 209 BCE 陳勝・呉広の乱

#### 漢

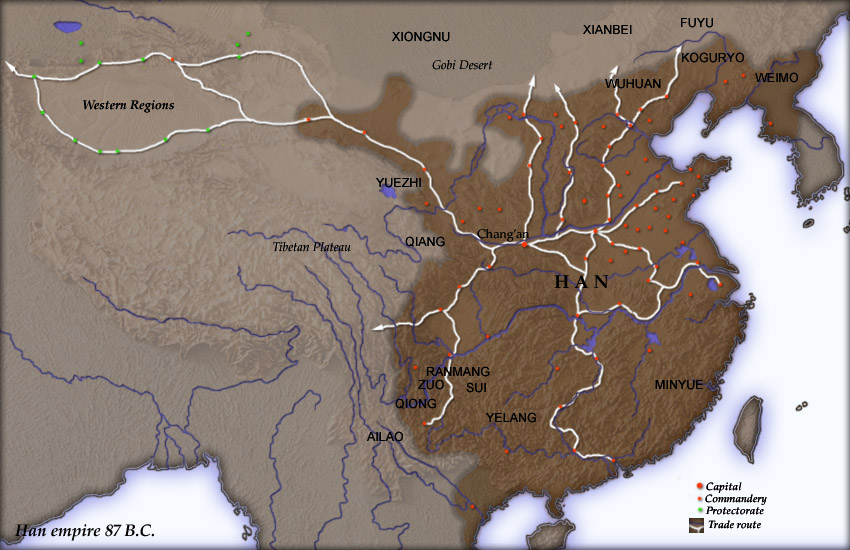
紀元前87年の漢 (茶色の地域が中核地域)、漢郡 (赤の点)と保護領(緑の点)を示している

- 206–202 BCE 楚漢戦争
  - 207 BCE 鉅鹿の戦い
  - 205 BCE 彭城の戦い
  - 205 BCE 井陘の戦い
  - 203 BCE 濰水の戦い
  - 202 BCE 垓下の戦い
  - 200 BCE 白登山の戦い
- 154 BCE 呉楚七国の乱
- 133 BCE – 89 漢匈戦争
  - 133 BCE 馬邑の戦い
  - 119 BCE 漠北の戦い
  - 99 BCE 天山の戦い
  - 67 BCE 車師の戦い
  - 36 BCE 郅支の戦い
  - 73 CE 伊吾盧の戦い
  - 89 CE 稽落山の戦い

- 2世紀 BCE 漢の南方拡大
  - 111 BCE 漢・南越国戦争
- 17–25 CE 緑林軍
  - 23 昆陽の戦い
- 189–220 漢の滅亡
  - 184 黄巾の乱
  - 190 董卓討伐
    - 190 滎陽の戦い

  - 191 陽城の戦い
  - 191 界橋の戦い
  - 191 襄陽の戦い
  - 193 封丘の戦い (匡亭の戦い)
  - 194 兗州の戦い
  - 194 孫策の江東平定
  - 197 宛城の戦い
  - 198 下邳の戦い
  - 199 易京の戦い
  - 199 袁術討伐戦
  - 200 官渡の戦い
  - 202 博望坡の戦い
  - 203 夏口の戦い
  - 208 長坂の戦い
  - 208 夏口南西への戦い
  - 208 赤壁の戦い
  - 209 江陵の戦い
  - 211 潼関の戦い
  - 213 冀城包囲
  - 213 鹵城の戦い
  - 214 劉備の入蜀
  - 215 巴西の戦い
  - 215 陽平関の戦い
  - 217 合肥の戦い
  - 217 濡須口の戦い
  - 219 定軍山の戦い
  - 219 漢水の戦い
  - 219 樊城の戦い
  - 219 呂蒙の荊州侵攻

#### 三国時代
- 220–280 三国時代
  - 222 夷陵の戦い
  - 225 諸葛亮の南征
  - 228–234 諸葛亮の北伐
    - 228 天水の戦い
    - 228 街亭の戦い
    - 228 石亭の戦い
    - 229 陳倉の戦い
    - 234 五丈原の戦い

  - 227–228 新城反乱 (孟達の反乱)

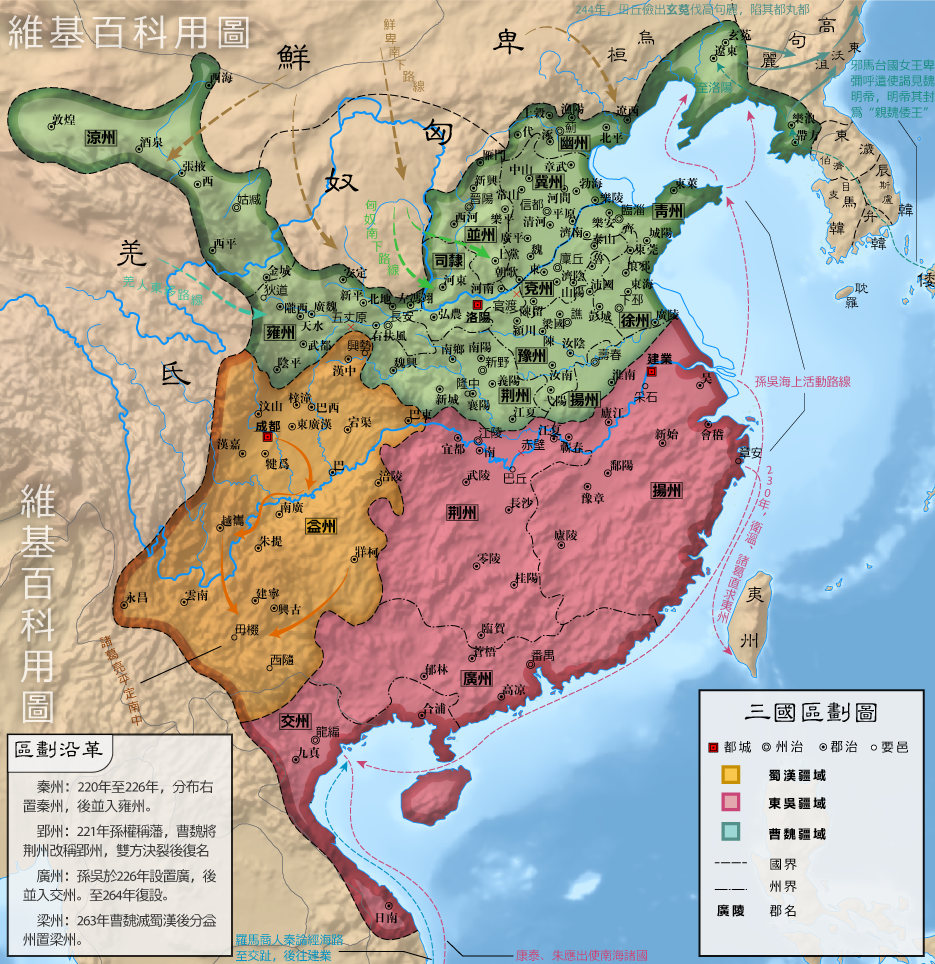
魏の領土(上)、(262 CE)

  - 244 興勢の役
  - 247–262 姜維の北伐
    - 249 曲城の戦い
    - 255 狄道の戦い
    - 256 段谷の戦い

  - 263 蜀漢の滅亡

#### 晋
- 220–280 三国時代
  - 280 呉の滅亡
- 291 八王の乱
- 304–439 五胡十六国時代
  - 304 五胡の反乱
  - 354 桓温の遠征
  - 383 淝水の戦い
  - 395 参合陂の戦い
  - 402 柴壁の戦い
  - 409 劉裕の遠征

#### 南北朝時代
- 506–507 鍾離の戦い
- 511 朐山の戦い
- 532 韓陵の戦い
- 537 沙苑の戦い
- 538 河橋・邙山の戦い
- 543 邙山の戦い
- 546 玉壁の戦い
- 575–578 呂梁の戦い
- 576 平陽の戦い

#### 隋
- 602 隋李戦争 (隋の前李朝侵攻)
- 598–614 隋の高句麗遠征
- 617–621 隋から唐への移行
  - 617 霍邑の戦い
  - 621 虎牢の戦い

#### 唐
- 629–630 唐の東突厥戦役
  - 630 陰山の戦い
- 640–657 唐の西突厥戦役
  - 640–648 唐のオアシス国家戦役
  - 640 高昌の征服
  - 644–648 焉耆の征服
  - 648–649 亀茲の征服
  - 657 エルティシ川の戦い
  - 657 唐の西突厥征服
- 645–668 唐の高句麗出兵
  - 645 遼東城包囲戦
  - 645 安市城包囲戦
  - 668 平壌城包囲戦
- 660–663 百済・唐戦争
  - 663 白村江の戦い
- 670 大非川の戦い
- 698 天門嶺の戦い

皇帝太宗のオアシス国家に対する戦役 (640–648年)

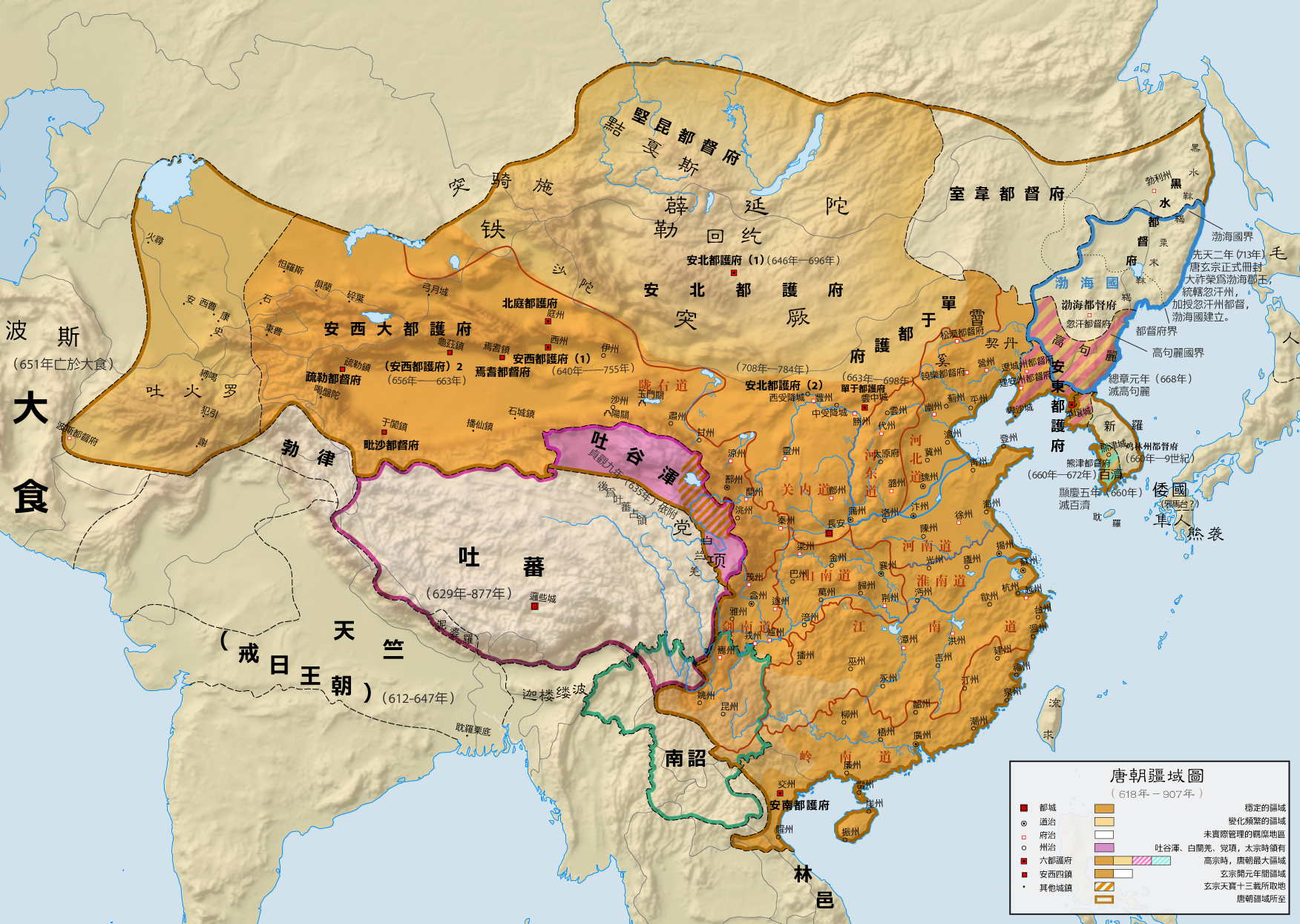
唐の下の中国 c. 668 AD

- 7世紀 – 8世紀 イスラーム教徒のトランスオクシアナ征服
  - 717 アクスの戦い
  - 751 タラス河畔の戦い
- 745–749 石堡城の包囲戦
- 755–763 安史の乱
  - 756 潼関の戦い
  - 756 雍丘の戦い
  - 757 睢陽の戦い
  - 757 香積寺の戦い
  - 758–759 相州の戦い
  - 762 洛陽の戦い
- 801–802 維州の戦い
- 819 鄆州の戦い
- 874–884 黄巣の乱

#### 宋
- 1129–1141 岳飛の金戦役
- 1125–1234 宋金戦争
  - 1161 唐島の戦い
  - 1161 采石磯の戦い
  - 1235–1279 モンゴル・南宋戦争
  - 1273 襄陽・樊城の戦い
  - 1279 崖山の戦い

#### 遼
- 976–997 宋(北宋)の皇帝太宗の戦役
  - 979–982 第一次遼戦役
    - 979 高梁河の戦い

  - 982–988 第二次遼戦役
    - 986 岐溝関の戦い
- 1101–1125 遼の天祚帝の治世
  - 1114–1122 女真(金朝)の遼侵攻
  - 1123–1125 遼の滅亡

#### 金
- 1206–1337 モンゴル帝国の征服
- 1211–1234 モンゴル帝国の金朝征服(第一次対金戦争、第二次対金戦争)
  - 1211 野狐嶺の戦い
  - 1215 中都の戦い

#### 元

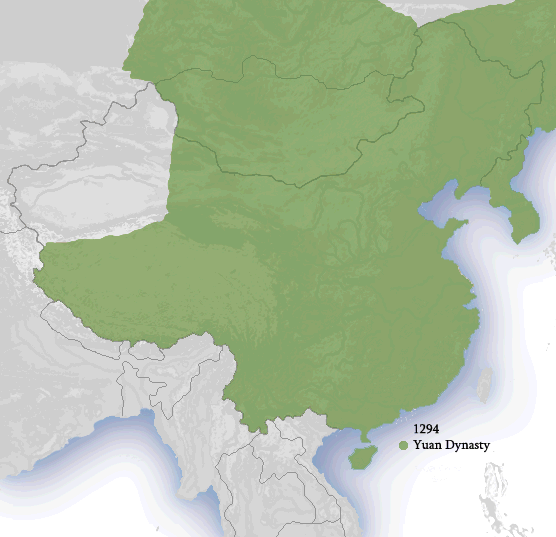
1294年の元

- 1351 紅巾の乱
  - 1363 鄱陽湖の戦い

#### 明
- 1381 明の元征服
- 1300年代–1400年代 ミャオ族の反乱
- 1399–1402 靖難の変
- 1400年代–1500年代 明・トルファン紛争
- 1406–1407 明胡戦争 (明・大虞戦争)
- 1405–1433 鄭和下西洋(西洋下り)
  - 1410 明・コーッテ戦争(明・錫蘭山国戦争)

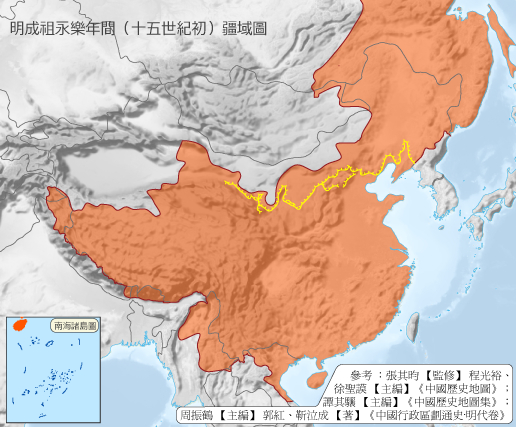
明朝

- 1206–1337 モンゴルの侵攻
  - 1449 土木の変
- 1510 安化王の乱
- 1519 寧王の乱
- 明朝1521 第一次屯門の戦い (屯門海戦)
- 1522 第二次屯門の戦い
- 1618–1683 清の明征服
  - 1619 サルフの戦い
  - 1626 寧遠の戦い
  - 1641-1642 松錦の戦い
  - 1644 山海関の戦い
- 1633 料羅湾海戦
- 1641、1642 南陽の戦い
- 1644 北京占領

#### 清
- 1652–1689 清露国境紛争
- 1674–1681 三藩の乱
- 1683 澎湖海戦
- 1690–1757 清・ジュンガル戦争
  - 1690年9月3日 ウラーン・ブトンの戦い
  - 1696 ジョーン・モドの戦い
- 1718 サルウィン川の戦い
- 1747–1792 十全武功
- 1796 白蓮教徒の乱
- 1839–1842 阿片戦争
  - 1839 第一次穿鼻の戦い
  - 1840 舟山諸島の占領
  - 1840 Barrierの戦い
  - 1841 第二次穿鼻の戦い
  - 1841 虎門の戦い
  - 1841 First Barの戦い
  - 1841 黄埔の戦い
  - 1841年3月 広州の戦い
  - 1841年5月 広州の戦い
  - 1841 厦門の戦い
  - 1841 定海の戦い
  - 1841 鎮海の戦い
  - 1842 寧波の戦い
  - 1842 慈渓の戦い
  - 1842 乍浦の戦い
  - 1842 呉淞の戦い
  - 1842 鎮江の戦い
- 1851–1864 太平天国の乱
  - 1850 金田蜂起
  - 1853 南京の戦い
  - 1856 第一次江南大営攻略
  - 1858 三河の戦い
  - 1860 第二次江南大営攻略
  - 1861 安慶の戦い
  - 1861 関中の戦い
  - 1861 上海の戦い
  - 1862 慈渓の戦い
  - 1863 蘇州の戦い
  - 1863 常州の戦い
  - 1864 天京攻防戦
  - 1864 湖北省の戦い
  - 1865 福建省の戦い
- 1856–1873 パンゼーの乱
- 1862–1877 回民蜂起 (ドンガン人の蜂起)
  - 1870 ウルムチの戦い
- 1864–1869 捻軍の反乱
  - 1867 尹隆河の戦い
- 1856–1860 アロー戦争 (第二次アヘン戦争)
  - 1856 珠江要塞の戦い
  - 1857 佛山水道(Fatshan Creek)の戦い
  - 1858 第一次大沽砲台の戦い
  - 1859 第二次大沽砲台の戦い
  - 1860 第三次大沽砲台の戦い
  - 1860 八里橋の戦い
- 1884年8月 – 1885年4月 清仏戦争
  - 1883 ソンタイの戦い
  - 1883 紙橋の戦い (ペーパー・ブリッジの戦い)
  - 1884 バクニンの戦い
  - 1884 バクレの戦い (バクレ伏兵事件)
  - 1884 馬江海戦
  - 1884 ケップ戦役
  - 1884 基隆戦役
  - 1885 ランソン戦役
  - 1885 石浦湾海戦
  - 1885 鎮海の戦い
  - 1885 トゥエンクアン包囲戦
  - 1885 ホアモクの戦い
  - 1885 鎮南関の戦い
  - 1885 フーランタオの戦い
  - 1885 基隆戦役
  - 1885 澎湖諸島戦役

- 1894–1895 日清戦争
  - 1895 威海衛の戦い

清朝 (1890年)

- 1895–1896 ドンガン人の反乱 (回民蜂起)
- 1899–1901 義和団の乱
  - 1900 大沽砲台の戦い
  - 1900 天津の戦い
  - 1900 山海関の戦い
  - 1900 北倉の戦い
  - 1900 楊村の戦い
  - 1900 牛荘作戦
  - 1900 アムール川の戦い
  - 1900 北京の戦い
  - 1900 シーモア遠征 (廊坊の戦い)
  - 1900 国際公使館包囲戦 (八カ国連合軍)
- 1904年2月8日 – 1905年9月5日 日露戦争
- 1911–1912 辛亥革命
  - 1911 武昌起義

#### 中華民国 (1912～1949年)
- 1911年10月10日 – 1912年2月12日 辛亥革命
- 1916–1928 軍閥時代
  - 1926–1928 北伐
- 1927–1950 国共内戦
- 1931年9月18日 – 1932年2月27日 日本の満州侵攻
  - 1931年9月18日 – 1932年2月18日 満州事変
- 1933年4月 – 1936年12月 内モンゴルでの行動
  - 1月1日 – 1933年5月31日 長城抗戦
- 1937年7月7日 – 1945年9月9日 日中戦争
- 1939年9月1日 – 1945年9月2日 第二次世界大戦
  - 1937–1945 太平洋戦争
  - 1942–1945 第二次世界大戦での中国・ビルマ・インド戦域

#### 中華人民共和国
- 1950–1991 冷戦
  - 1950–1953 朝鮮戦争
  - 1969 中ソ国境紛争
  - 1967 チョーラ事件
  - 1962 中印国境紛争
  - 1964 西沙諸島の戦い
  - 1979, 1984 中越戦争

中華人民共和国の施政下にある地域(深緑色)、主権を主張しているが施政下にない地域(薄緑色)

  - 1987 中印の小競り合い (アルナーチャル・プラデーシュ州)
  - 1988 スプラトリー諸島海戦

### 中華民国
- 1787–1788 十全武功
- 1895 乙未戦争
- 1947 二・二八事件

### 日本
- 663年8月27～28日 白村江の戦い
- 1019 刀伊の入寇
- 1180–1185 治承・寿永の乱
- 1274–1281 元寇
  - 1274 文永の役
  - 1281 弘安の役
- 1467 応仁の乱
- 1467–1573 戦国時代
- 1568–1603 安土桃山時代
  - 1560 桶狭間の戦い
  - 1575 長篠の戦い
  - 1582 山崎の戦い
  - 1600 関ヶ原の戦い
- 1592–1598 文禄・慶長の役
  - 1592 釜山鎮の戦い
  - 1592 多大鎮の戦い
  - 1592 東萊城の戦い
  - 1592 尚州の戦い
  - 1592 忠州の戦い
  - 1592 臨津江の戦い
  - 1592 江原道戦役
- 1637–1638 島原の乱
- 1868–1869 戊辰戦争
- 1874 佐賀の乱
- 1876 神風連の乱
- 1876 秋月の乱
- 1876 萩の乱
- 1877 西南戦争
- 1894–1895 日清戦争
- 1895 乙未戦争
- 1899–1901 義和団の乱
- 1904–1905 日露戦争
- 1914–1918 第一次世界大戦
  - 1914 青島の戦い
- 1937–1945 第二次世界大戦
  - 1937–1945 日中戦争
  - 1939–1945 太平洋戦争
  - 1938–1945 日ソ国境紛争
  - 1942 ミッドウェー海戦

### 朝鮮
- 108 BCE 漢の衛氏朝鮮遠征
- 57–668 BCE 三国時代の紛争
  - 391–413 好太王の征服
- 598–614 隋の高句麗遠征
- 645–668 唐の高句麗出兵
- 892–936 後三国時代の紛争
- 993–1019 契丹の高麗侵攻
- 1104–1107 女真戦役
- 1231–1259 モンゴルの高麗侵攻
- 1359年12月 – 1360年11月 紅巾軍の高麗侵攻
- 1592–1598 文禄・慶長の役
- 1627 丁卯胡乱
- 1636 丙子の乱
- 1866 丙寅洋擾
- 1871 辛未洋擾
- 1950–現在 朝鮮戦争
- 1966–1969 DMZ紛争
- 1967–現在 韓国の海上国境事件

### モンゴル国
- 1206–1337 モンゴル帝国の侵攻
- タタール侵攻
- 1938–1945 第二次世界大戦
  - 1938–39 日ソ国境紛争
  - 1945 ソ連の満州侵攻

## 南アジア

### インド

#### マガダ国
- c. 6000 BCE – c. 500 BCE クルクシェートラ戦争
- c. 4500 BCE – c. 1000 BCE クルガン仮説
- c. 1700 BCE – c. 1000 BCE 十王戦争
- c. 15000 BCE ラーマーヤナの戦争
- 543–504 BCE ウィジャヤのスリランカ征服
- 522年9月 BCE – 486年10月 BCE ダレイオス1世の戦役
  - 518 BCE アケメネス朝のインダス川流域侵攻
- 500–321 BCE マガダ国の紛争
  - 323–298 BCE チャンドラグプタ (マウリヤ朝)の征服
  - 265–264 BCE カリンガ戦争
- 424–321 BCE ナンダ朝の紛争
  - 424–321 BCE ナンダ朝の紛争
  - 321–320 BCE ナンダ朝の征服
- 335–323 BCE アレキサンダー大王の侵略の試み
  - 327–325 BCE アレキサンダー大王のインド戦役
    - 327–326 BCE アオルノス包囲戦
    - 327年5月 BCE – 326年3月 BCE コフェン戦争
    - 326年5月 BCE ヒュダスペス河畔の戦い
    - 326年11月 BCE – 325年2月 BCE Mallian戦役
    - 326 BCE ヒュダスペス河畔の戦いマウリヤ朝 (269 BCE)

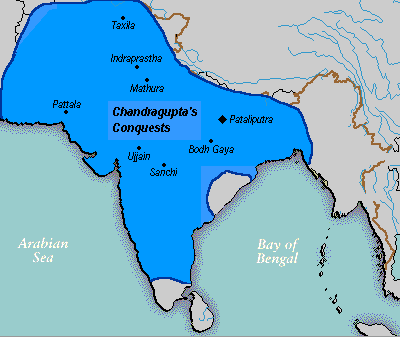
マウリヤ朝 (269 BCE)

#### マウリヤ朝
- 305–303 BCE セレウコス・マウリヤ戦争

#### インド・スキタイ王国
- 320–550 グプタ朝の紛争

#### グプタ朝
- 320–550 グプタ朝の紛争

#### ハルシャ帝国
- 606–647 ハルシャ帝国の紛争

#### ウマイヤ朝
- 622–1526 イスラーム教徒の征服
  - 711–1526 イスラーム教徒のインド亜大陸の征服
    - 711–715 ムハンマド・ビン・カシムのシンド州征服
    - 738 インドでのウマイヤ朝の戦役

#### アッバース朝
- 750–850 パーラ朝の紛争
- 848–1130 チョーラ朝の紛争

#### デリー・スルターン朝
- 1206–1451 デリー・スルターン朝の紛争
- 1206–1337 モンゴルによる征服
  - 1221–1308 モンゴルのインド侵攻
    - 1221年春 インダス河畔の戦い
    - 1305年12月20日 アムロハの戦い

#### ヴィジャヤナガル王国
1336–1646 ヴィジャヤナガル王国の紛争
- 1520 ライチュールの戦い

#### ムガル帝国
- 1526–1757 ムガル帝国の紛争
  - 1526 第一次パーニーパットの戦い
  - 1527 カーンワーの戦い
  - 1556 第二次パーニーパットの戦い
  - 1615–82 アーホーム・ムガル紛争
  - 1649–53 ムガル・サファヴィー戦争
  - 1739 カルナールの戦い

#### マラーター王国
- 1681-1707 デカン戦争
- 1737-1758 マラーターのインド北部と北西部の征服
- 1777–1818 マラーター戦争
- 1785-1787 マラーター・マイソール戦争

#### シク王国
- 1799–1849 シク王国の紛争
  - 1708 Chamkaurの戦い
  - 1700 第一次Anandpurの戦い
  - 1687 Nadaunの戦い
  - 1897 Saragarhiの戦い
  - 1701–1704 第二次Anandpurの戦い
  - 1688年9月18日 Bhanganiの戦い
  - 1837 Jamrudの戦い
- 1841–1842 清・シク戦争
- 1855–1856 ネパール・チベット戦争

#### インドの会社統治
- 1766–1799 マイソール戦争
  - 1766–1769 第一次マイソール戦争
  - 1780–1784 第二次マイソール戦争
  - 1789–1792 第三次マイソール戦争
  - 1798–1799 第四次マイソール戦争
- 1777–1818 マラーター戦争
  - 1777–1783 第一次マラーター戦争
  - 1803–1805 第二次マラーター戦争
  - 1817–1818 第三次マラーター戦争
- 1799–1802 ポリガール戦争
- 1814–1816 グルカ戦争
- 1816–1826 ビルマのアッサム侵攻
- 1845–1849 イギリス帝国の紛争 (シク戦争)
  - 1845 Mudkiの戦い
  - 1845 フィールーズシャー(Ferozeshah)の戦い
  - 1846 アリワル(Aliwal)の戦い
  - 1846年2月10日 ソブラーオーン(Sobraon)の戦い
  - 1848 ラームナガルの戦い
  - 1849 Chillianwalaの戦い
  - 1849 グジュラート(Gujrat)の戦い
  - 1849 ムルタン(Multan)包囲戦
- 1857 インド大反乱
  - 1857 デリー包囲戦
  - 1857 カーンプル包囲戦
  - 1857 ラクナウ包囲戦
  - 1857 Jhelumの戦い
  - 1857 Arrah包囲戦
  - 1858 ジャーンシー

#### イギリス領インド帝国
- 1823 – 1886 英緬戦争
  - 1823 – 1826 第一次英緬戦争
  - 1852 – 1853 第二次英緬戦争
  - 1885 – 1886 第三次英緬戦争
- 1839 – 1860 阿片戦争
  - 1839 – 1848 阿片戦争
  - 1856 – 1860 アロー戦争 (第二次阿片戦争)
- 1839 – 1919 アフガン戦争
  - 1839 – 1842 第一次アフガン戦争
  - 1878 – 1881 第二次アフガン戦争
  - 1897 – 1898 Tirah戦役
  - 1919 – 第三次アフガン戦争
- 1841 – 1842 清・シク戦争
- 1845 – 1849 シク戦争
  - 1845 – 1846 第一次シク戦争
  - 1848 – 1849 第二次シク戦争
- 1888 シッキム遠征
- 1897 – 1898 Tirah戦役
- インド独立運動
- 1905 ベンガル分割令
- 1905 – 1947 インド独立の革命運動
- 1914 – 1918 第一次世界大戦
- 1919 アムリットサル事件
- 1920 – 1935 非協力運動
- 1939 – 1945 第二次世界大戦
  - 1939 – 1945 第二次世界大戦でのインド
  - 1941 – 1945 第二次世界大戦の東南アジア戦域
  - 1942 – 1945 第二次世界大戦の中国・ビルマ・インド戦域
  - 1942 – 1945 インド国民軍の戦闘と作戦
- 1942 – 1945 インド国民軍の戦闘と作戦
- 1942 – 1947 「インドを去れ」運動

#### インド連邦 (ドミニオン)
- 1947 インド・パキスタン分離独立
- 1947年10月22日 – 1948年1月1日 第一次印パ戦争
- 1948年9月13～18日 ポロ作戦

#### インド共和国
- 1961 ゴア軍事侵攻
- 1962 中印国境紛争
- 1964 – 進行中 インド北東地域の反乱
- 1965 第二次印パ戦争
- 1967 – 進行中 ナクサライト・毛沢東主義派の反乱
- 3月26日 – 1971年12月16日 バングラデシュ独立戦争
  - 1971 第三次印パ戦争
- 1984 シアチェン紛争
  - 1984 Meghdoot作戦
- 1984 ブルースター作戦
  - 1984 Woodrose作戦
- 1987–1990 インドのスリランカ内戦への介入
  - 1987 パワン作戦
  - 1988 Viraat作戦
  - 1988 Trishul作戦
  - 1988 チェックメイト作戦
- 1988 モルディブクーデター事件
- 1989 – 進行中 ジャンムー・カシミール州での反乱
- 1999 カールギル紛争

### パキスタン
- BCE 522年9月 – BCE 486年10月 ダレイオス1世の戦役
  - 518 BCE アケメネス朝のインダス川流域侵攻
- 335–323 BCE アレクサンダー大王の戦争
  - 327–325 BCE アレクサンダー大王のインド戦役
    - 327–326 BCE アオルノス包囲戦
    - 327年5月 BCE – 326年3月 BCE コフェン戦争
    - 326年5月 BCE ヒュダスペス河畔の戦い
    - 326年11月 BCE – 325年2月 BCE Mallian戦役
- 1947 インド・パキスタン分離独立
- 印パ戦争
  - 1947 第一次印パ戦争
  - 1965 第二次印パ戦争
  - 1971 第三次印パ戦争
  - 1984 シアチェン氷河紛争
  - 1999 カールギル紛争
- 1971 バングラデシュ独立戦争
  - ３月26日 – 1971年5月25日 サーチライト作戦
  - 1971 バングラデシュの虐殺
  - 1971 第三次印パ戦争
- 1999年パキスタン軍事クーデター
- 2004 – 進行中 ワジリスタン紛争
- 2004 – 進行中 バローチスターンの紛争
- 2007 パキスタン非常事態宣言

### バングラデシュ
- 1971 バングラデシュ独立戦争
  - サーチライト作戦
  - 1971年バングラデシュの虐殺
  - 1971 第三次印パ戦争
- 1973 チッタゴン丘陵地帯紛争
- 2001 バングラデシュ・インド国境衝突
- 2006–2008 バングラデシュの政治危機 (軍の政治介入)

### ブータン
- 1766–1788 十全武功

### ネパール
- 1790–1792 十全武功
- 1814–1816 グルカ戦争
- 1855–1856 ネパール・チベット戦争
- 1996–2006 ネパール内戦

### スリランカ
- 1796 イギリス東インド会社のセイロン(スリランカ)獲得
- 1803–1815 キャンディ戦争 (キャンディ王国・イギリス戦争)
- 1914–1948 スリランカ独立運動
- 1971 スリランカ人民解放戦線反乱
- 1983–2009 スリランカ内戦
  - 1976–1987 第1次イーラム戦争
  - 1987–1989 スリランカ人民解放戦線反乱
  - 1990–1995 第2次イーラム戦争
  - 1995–2002 第3次イーラム戦争
  - 2006–2009 第4次イーラム戦争

## 東南アジア

### カンボジア

#### 扶南国
- c. 100 混塡と柳葉の紛争

#### 真臘
- 扶南国の絶頂期と衰退

#### クメール王朝

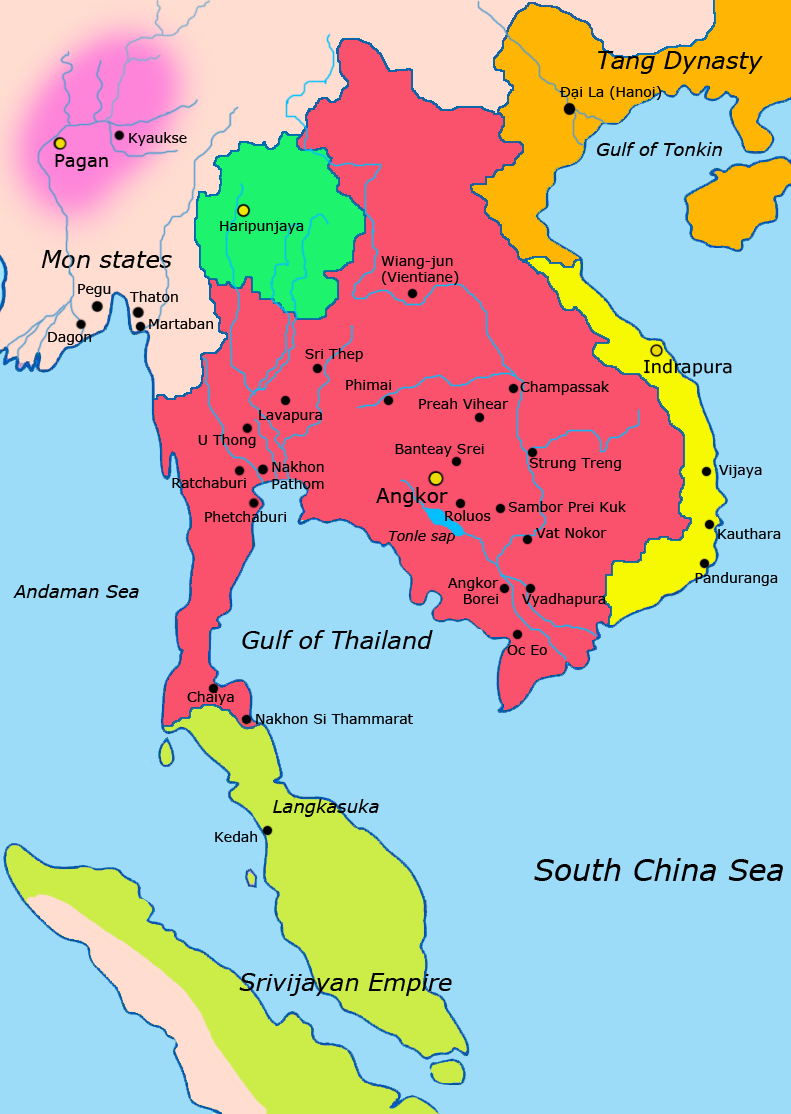
900 AD
赤色: クメール王朝
薄緑色: ハリプンチャイ王国
黄色: チャンパ王国

- 1020–1130 チョーラ朝の遠征

#### フランス領インドシナ
- 1945–1954 第一次インドシナ戦争
- 1967–1975 カンボジア内戦
- 1957–1975 ベトナム戦争
- 1975–1989 カンボジア・ベトナム戦争
- 1978–1988 ベトナムのタイ国境襲撃
- 1997 カンボジアでの武力衝突 (フンシンペック党と人民党の衝突)
- 2008 – 進行中 タイとカンボジアの国境紛争

### ミャンマー(ビルマ)
- 1020–1130 チョーラ朝の遠征
- 1548–1549 第一次緬泰戦争
- 1765–1769 清緬戦争
- 1816–1826 ビルマのアッサム侵攻
- 英緬戦争
  - 1824–1826 第一次英緬戦争
  - 1852 第二次英緬戦争
  - 1885–1886 第三次英緬戦争
- 1939–1945 第二次世界大戦
  - 1941–1945 第二次世界大戦の東南アジア戦域
  - 1942–1945 日本のビルマ占領
  - 1942–1945 第二次世界大戦の中国・ビルマ・インド戦域
- 1948 – 進行中 ミャンマーの民族紛争
  - 2007 – 2007年ミャンマー反政府デモ

### ラオス
- 1957–1975 ベトナム戦争
- 1975 – 進行中 ラオスでの反乱(モン族)

### タイ
- 1020–1130 チョーラ朝の遠征
- 1548–1855 泰緬戦争
  - 1548 第一次緬泰戦争 タウングー王朝・アユタヤ王朝
  - 1759–1760 泰緬戦争 (1759年-1760年) コンバウン王朝・アユタヤ王朝
  - 1775–1776 泰緬戦争 (1775年-1776年) コンバウン王朝・トンブリー王朝
- 1939–1945 第二次世界大戦
  - 1940–1941 タイ・フランス領インドシナ紛争
- 2004 – 進行中 タイ南部紛争

### ベトナム
- 258–257 BCE 蜀泮・雒越戦争
- 217–207 BCE 蜀ハン・秦戦争
- 111 BCE 漢の南越国征服
- 39, 40–43 CE 徴姉妹の乱、137–138, 156–160, 178–181, 248, 299–319, 319–323, 468–485, 542–544, 548–570, 687, 722, 791–798, 803, 819–820, 905 中国の支配に対する蜂起
- 938–939 白藤江の戦い
- 966–968 十二使君の乱
- 981 宋朝に対する戦争
- 1075–1077 宋朝に対する戦争
- 1257–58, 1284–85, 1287–88 モンゴル帝国のベトナム侵攻
- 982, 1312, 1372, 1377, 1388, 1446–1471, 1695, 1796 ベトナム・チャンパ王国戦争
- 1407–1427 明に対する戦争
- 1553–1592 南北朝時代 (ベトナム)
- 1627–1673 鄭阮紛争
- 1714–1755 広南国・クメール戦争
- 1788–1789 清・西山朝戦争
- 1784–1785 ラックガム＝ソアイムットの戦い
- 1858–1885 フランス・阮朝戦争
- 1914–1918 第一次世界大戦
  - 第一次世界大戦中のベトナム
- 1940–1945 第二次世界大戦
  - 第二次世界大戦中のベトナム
- 1946–1954 第一次インドシナ戦争
- 1954–1975 ベトナム戦争
- 1974 西沙諸島の戦い
- 1975–1989 カンボジア・ベトナム戦争
- 1979 中越戦争
- 1979–1988 ベトナムのタイ国境襲撃
- 1979–1990 中越国境紛争
- 1988 スプラトリー諸島海戦

### インドネシア
- 1020–1130 チョーラ朝の遠征
- 1293 元のジャワ侵攻
- 1945–1949 インドネシア独立戦争
- 1962–1966 インドネシア・マレーシアの対立
- 1975–1999 インドネシアの東ティモール侵攻
- 1969–現在 パプア紛争
- 1976–2005 アチェの反乱 (自由アチェ運動)

### マレーシア
- 1020–1130 チョーラ朝の遠征 (シュリーヴィジャヤ王国)
- 1786 イギリス東インド会社のペナン島獲得
- 第二次世界大戦
  - 1941–1942 マレー作戦
- 1948–1960 マラヤの非常事態
- 1962–1966 インドネシア・マレーシアの対立
- マレーシアの共産主義勢力の反乱 (1968–89)
- 2013 「スールー王国軍」のラハダトゥ襲撃

### シンガポール
- 1020–1130 チョーラ朝の遠征 (シュリーヴィジャヤ王国)
- 1819 イギリス東インド会社のシンガポール島獲得
- 第二次世界大戦
  - 1942 シンガポールの戦い

### フィリピン
- 1896–1898 フィリピン独立革命
- 米西戦争
  - 1898 マニラ湾海戦
- 1898–1913 米比戦争
- 第二次世界大戦
  - 1942 バターン半島の戦い(フィリピンの戦い (1941-1942年))
  - 1944 レイテ沖海戦 (フィリピンの戦い (1944-1945年))
  - 1944 サマール沖海戦
  - 1944 ミンドロ島の戦い
  - 1944 ルソン島の戦い
  - 1944 マリアナ沖海戦
  - 1944 レイテ島の戦い
  - 1945 マニラの戦い
  - 1945 ミンダナオ島の戦い
  - 1945 コレヒドール島の戦い
  - 1945 リンガエン湾上陸
- 1946–1954 フクバラハップの反乱
- 1969 – 進行中 フィリピンの共産主義勢力(フィリピン共産党 (CPP)・新人民軍(NPA)・民族民主戦線(NDF))の反乱
- 1969 – 進行中 フィリピンのイスラム教徒の反乱 (モロ紛争)
  - 2013 サンボアンガ市の危機
  - 2017 マラウィの戦い
- 2002 – 2015 フィリピンにおける不朽の自由作戦

## 北アジア

### ロシア

#### 匈奴
- 215 BCE 始皇帝の匈奴征伐
- 133 BCE – 89 CE 漢・匈奴戦争
- 60–53 BCE 匈奴内紛

#### 柔然
- 330–555 BCE 起源と拡張

#### 突厥汗国
- 581–593 BCE 突厥の内戦

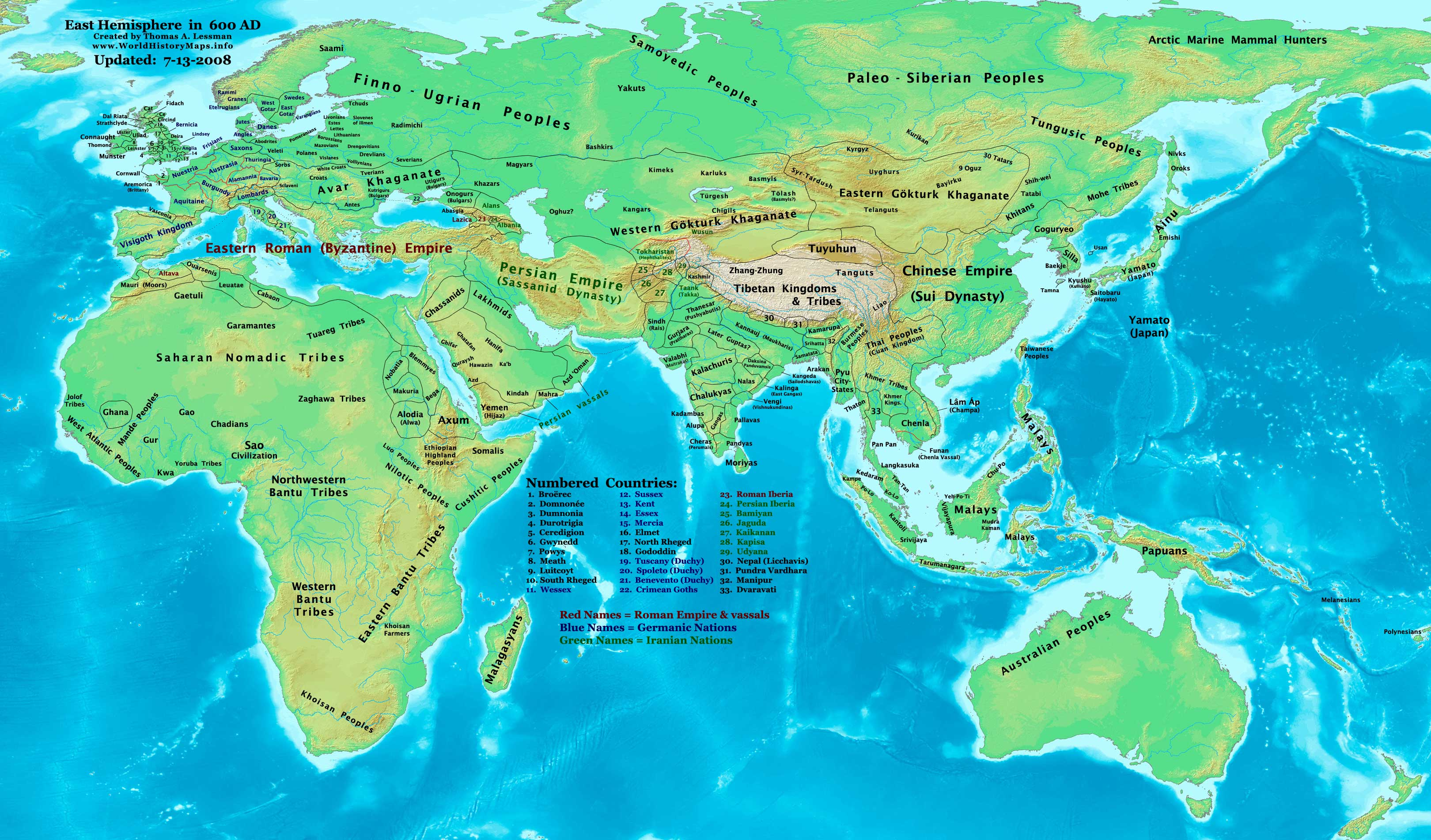
突厥汗国 c. 600 CE

- 626–649 唐の皇帝太宗の東突厥に対する戦役
- 640–657 西突厥に対する唐の戦役
  - 657 西突厥の征服

#### 回鶻
- 744–848 モンゴルでのウイグル人の台頭

#### モンゴル帝国
- 1207 モンゴルのシベリア征服

#### ジョチ・ウルス
- 1380–1390 トクタミシュ・ティムール戦争

#### モスクワ大公国
- 1438–1552 ロシア・カザン戦争

#### ロシア・ツァーリ国
- 1571 ロシア・クリミア戦争
- 1580年7月 – 1639 ロシアのシベリア征服

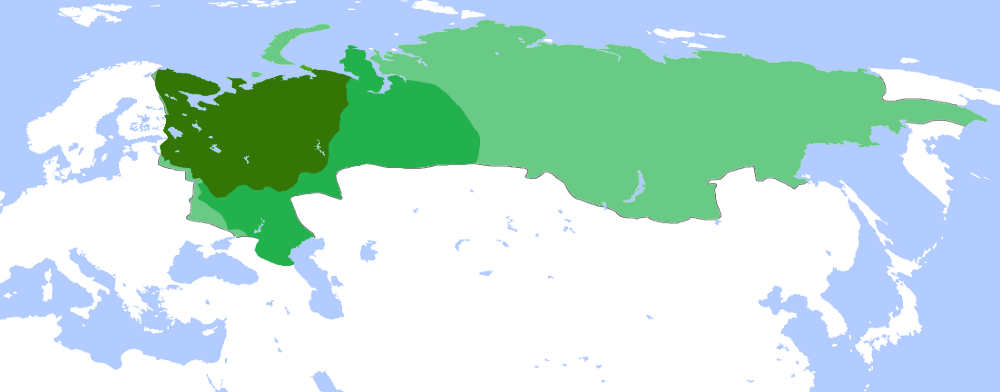
ロシア・ツァーリ国の領土 (1500年) (1600年) (1700年)

- - 1580年7月 – 1598 シビル・ハン国征服
    - 1582年10月23日 チュヴァシ岬の戦い
- 1652–1689 清露国境紛争

#### ロシア帝国
- 1904–1905 日露戦争

ロシア帝国の地図。期間にかかわらず、所有する全領土と即時の影響を示している。
領土infoa^{[[#inforefa|[a] ]]}
影響範囲

- 1905年1月22日 – 1907年6月16日 ロシア第一革命
- 1914年7月28日 – 1918年11月11日 第一次世界大戦
- 2月–1917年10月 ロシア革命
  - 1917年2月 2月革命
  - 1917年7月 七月蜂起
  - 1917年10月 十月革命
- 1917年11月7日 – 1922年10月25日 ロシア内戦

#### ロシア共和国 (ロシア臨時政府)
- 1917年11月7日 – 1922年10月25日 ロシア内戦

#### ソビエト連邦
- 1939–1945 第二次世界大戦
  - 1938–1939 日ソ国境紛争
  - 1945 ソ連の満州侵攻
- 1945–1991 冷戦
  - 1969 中ソ国境紛争

#### ロシア連邦
- 北方領土問題 (進行中)

## 時系列の戦争のリスト

### 20世紀
- 1904–1905 日露戦争
- 1911 武昌起義
- 1914–1918 第一次世界大戦
- 1919 第三次イギリス・アフガニスタン戦争
- 1919 五四運動
- 1920 安直戦争
- 1920–1921 粤桂戦争
- 1922 第一次奉直戦争
- 1924 第二次奉直戦争
- 1926–1928 北伐
- 1927–1936 国共内戦
- 1929 中ソ紛争
- 1929 アフガニスタン内戦
- 1937–1945 日中戦争
- 1939–1945 第二次世界大戦
  - 1939–1945 インド洋の戦い (第二次世界大戦)
  - 1940 明号作戦
  - 1940–1941 タイ・フランス領インドシナ紛争
  - 1941 日本軍のタイ進駐
  - 1941–1942 フィリピンの戦い (1941-1942年)
  - 1941–1942 マレー作戦
  - 1941–1942 日本のオランダ領東インド侵攻 (蘭印作戦)
  - 1942–1945 ニューギニアの戦い
  - 1942–1945 ビルマの戦い
  - 1944–1945 フィリピンの戦い (1944-1945年)
  - 1944–1945 日本本土の戦い
  - 1945 明号作戦
  - 1945 イギリスのマラヤとシンガポール侵攻
  - 1945 ボルネオの戦い
  - 1945 ソ連の満州侵攻
- 1946–1950 国共内戦
- 1946–1954 第一次インドシナ戦争
- 1947 第一次印パ戦争
- 1950–1953 朝鮮戦争
- 1951–1954 アーバーダーン危機
- 1954–1955 第一次台湾海峡危機
- 1958 金門砲戦 (第二次台湾海峡危機)
- 1959 1959年のチベット蜂起
- 1959–1975 ベトナム戦争
- 1962 中印国境紛争
- 1964 – 進行中 マニプル州の紛争
- 1965 第二次印パ戦争
- 1967 – 進行中 ナクサライト・毛沢東主義派の反乱
- 1969 中ソ国境紛争
- 1970–1995 パンジャーブ州の反乱
- 1971 第三次印パ戦争
- 1971 スリランカの毛沢東主義派の反乱
- 1978–1979 カンボジア・ベトナム戦争
- 1979 – 進行中 アッサム紛争
- 1979–1989 アフガニスタン紛争 (1978年-1989年)
- 1979–1998 クメール・ルージュの反乱
- 1979 中越戦争
- 1983–2009 スリランカ内戦
- 1984 シアチェン紛争
- 1984 ブルースター作戦
- 1987–1988 タイ・ラオス国境戦争
- 1989 – 進行中 ジャムとカシミールでの反乱
- 1989 天安門抗議
- 1989 – 進行中 Tripura反乱
- 1989–1992 ムジャヒディーン – アフガニスタンでの共産主義戦争
- 1992–1996 タリバンのアフガニスタン制圧
- 1992–1997 タジキスタン内戦
- 1993 – 進行中 ナガランド州の民族紛争
- 1995–1996 第三次台湾海峡危機
- 1996–2001 タリバン・北部同盟紛争
- 1998–2001 ウズベキスタンでのイスラーム教徒の反乱
- 1999 カールギル紛争

### 21世紀
- 2001 バングラデシュ・インド国境小競り合い
- 2001 – 進行中 対テロ戦争
  - 2001 – 進行中 アフガニスタン紛争 (2001年-2021年)
  - 2002 – 進行中 フィリピンにおける不朽の自由作戦
  - 2002 – 進行中 インドネシアでのイスラーム教徒のテロリズム
  - 2002 – 進行中 東トルキスタンイスラム運動
  - 2004 – 進行中 ワジリスタン紛争
  - 2004 – 進行中 タイ南部の反乱
- 2003–2004 オールクリア作戦
- 2005 アンディジャン事件
- 2008 南オセチア紛争 (2008年)
- 2008–2009 タイとカンボジアの国境紛争
- 2010 ウルズガンのヘリコプター攻撃
- 2016 2016年アルメニア・アゼルバイジャン衝突
- 2016 - 進行中 2016年カシミール暴動
- 2016 - 進行中 2016年インド・パキスタン軍事紛争